# Baoguo si
Baoguo si (Klasztor Chroniący Państwo, 保国寺) – chiński klasztor zawierający najstarszy drewniany budynek w południowych Chinach.

## Historia klasztoru
Początek klasztoru to okres panowania Guangwu w czasie dynastii wschodniej Han (25-220). Zhang Qifang, szef sekretariatu i syn generała Zhang Yi odszedł na emeryturę i wybudował sobie małą chatkę, którą stopniowo rozbudowywał, aż zamienił ją w klasztor, który nazwał Lingshan (灵山寺). Znajduje się on u stóp góry Feishilin w dystrykcie Jiangbei miasta Ningbo, około 15 kilometrów od samego miasta. 
Po jakim czasie klasztor został zniszczony i następnie odbudowany. W okresie prześladowań buddyzmu za cesarza Huichonga w okresie Tang został ponownie zniszczony w 845 roku. W 880 roku mnich Kegong z klasztoru Guoning w Mingzhouguo (obecne miasto Ningbo) przybył do Chang’anu aby błagać cesarza Xizonga o odbudowę klasztoru Linshan. Podczas pobytu w stolicy Kegong prowadził wykłady w klasztorze Hongfu na temat sutr buddyjskich. Cesarz był tak zadowolony z poziomu jego wykładów, że postanowił odbudować klasztor w celu wzmocnienia Chin. Podarował także klasztorowi tablicę oraz stelę z napisami Baoguo i wtedy zmieniono nazwę klasztoru z Linshan na Baoguo. 
Klasztor był także znany jako Akademia Jingjin. Nazwę tę można zobaczyć na steli zachowanej w głównym budynku.
Obecnie klasztor składa się głównie z budynków wybudowanych w okresie dynastii Ming, Qing i Republiki Chińskiej - z wyjątkiem głównego budynku, który powstał w okresie dynastii Song.
Klasztor zajmuje powierzchnię 13280 metrów kwadratowych. Powierzchnia pomieszczeń to około 6000 metrów kwadratowych, a powierzchnia ogrodu wynosi 28.8 akra.

## Obiekty architektoniczne i inne
- Wielki Budynek (大殿 daxiong) - główny budynek klasztoru. Pochodzi z 1013 roku i jest uważany za najstarszą drewnianą budowlę w południowych Chinach. Budynek został wybudowany bez użycia gwoździ. Wszystkie komponenty budowli są dokładnie dopasowane i wspierają ważący 50 ton dach. W budynku nie zbiera się także kurz i nigdy ptaki nie założyły tam swoich gniazd. Fenomenów tych przez długi czas nie można było wyjaśnić. Po badaniach okazało się, że wewnątrz budynku panuje specyficzna cyrkulacja powietrza, która nie pozwala na osiadanie kurzu. Brak gniazd ptaków tłumaczy się szczególnym zapachem drewna budynku. Ze względu na ten budynek, cały klasztor jest obiektem chronionym jako zabytek kulturalny, historyczny i naukowy.
- Po obu stronach Wielkiego Budynku znajdują się wieża dzwonu i wieża bębna.

Ponieważ klasztor jest obecnie wielką turystyczną atrakcją, znajdują się w nim wystawy: 
- posągów Guanyin
- konfucjańskich brązów
- mebli Ningbo
- tradycyjnych chińskich strojów ślubnych
- rzeźbionych kamiennych parawanów
- różnych architektonicznych fragmentów znalezionych na terenie klasztoru
- słynnych miejsc w Chinach

## Adres klasztoru
- Baoguosi, Anshang Village, Hongtang Street, Jiangbei District, Ningbo 315000, Chiny

## Galeria

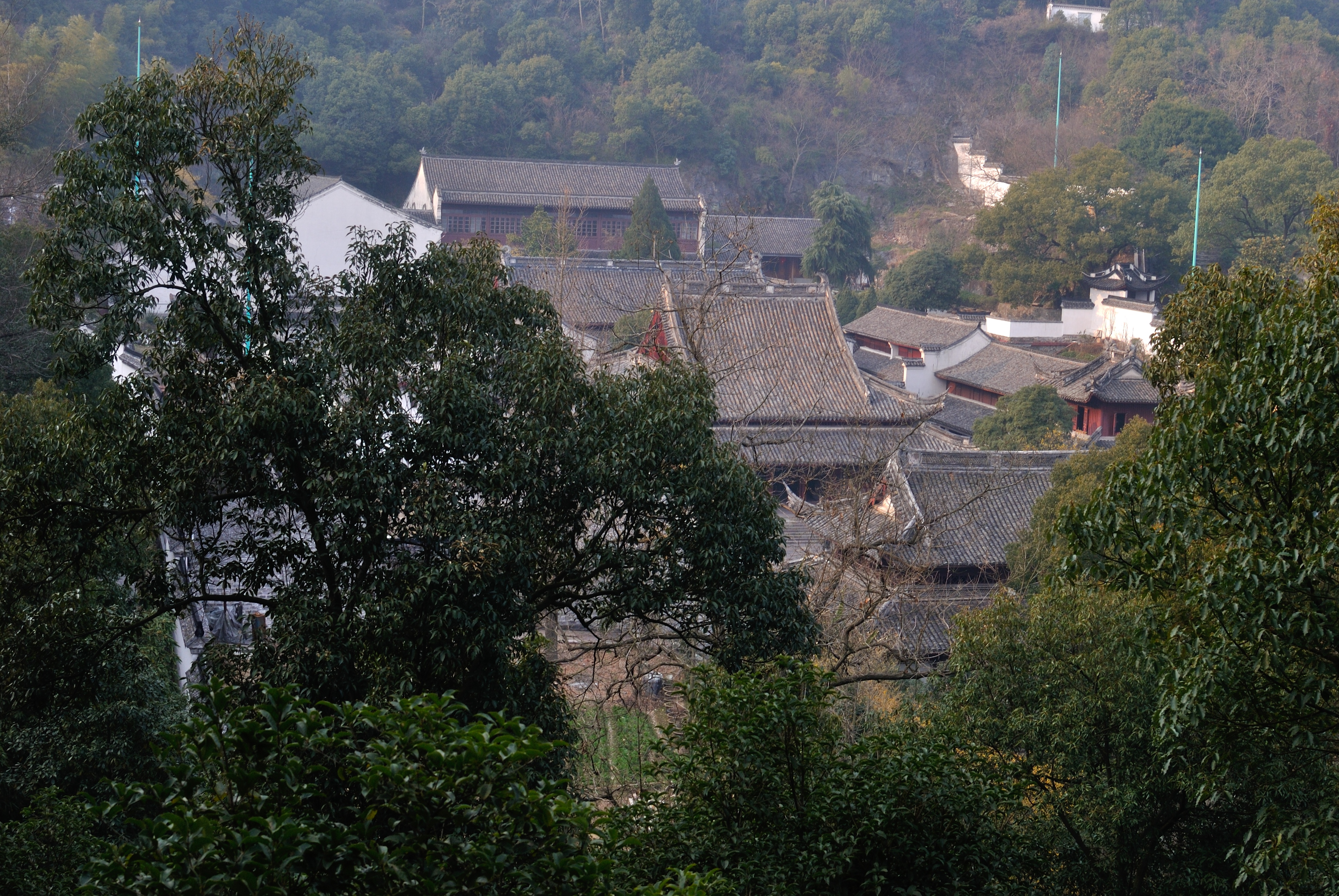
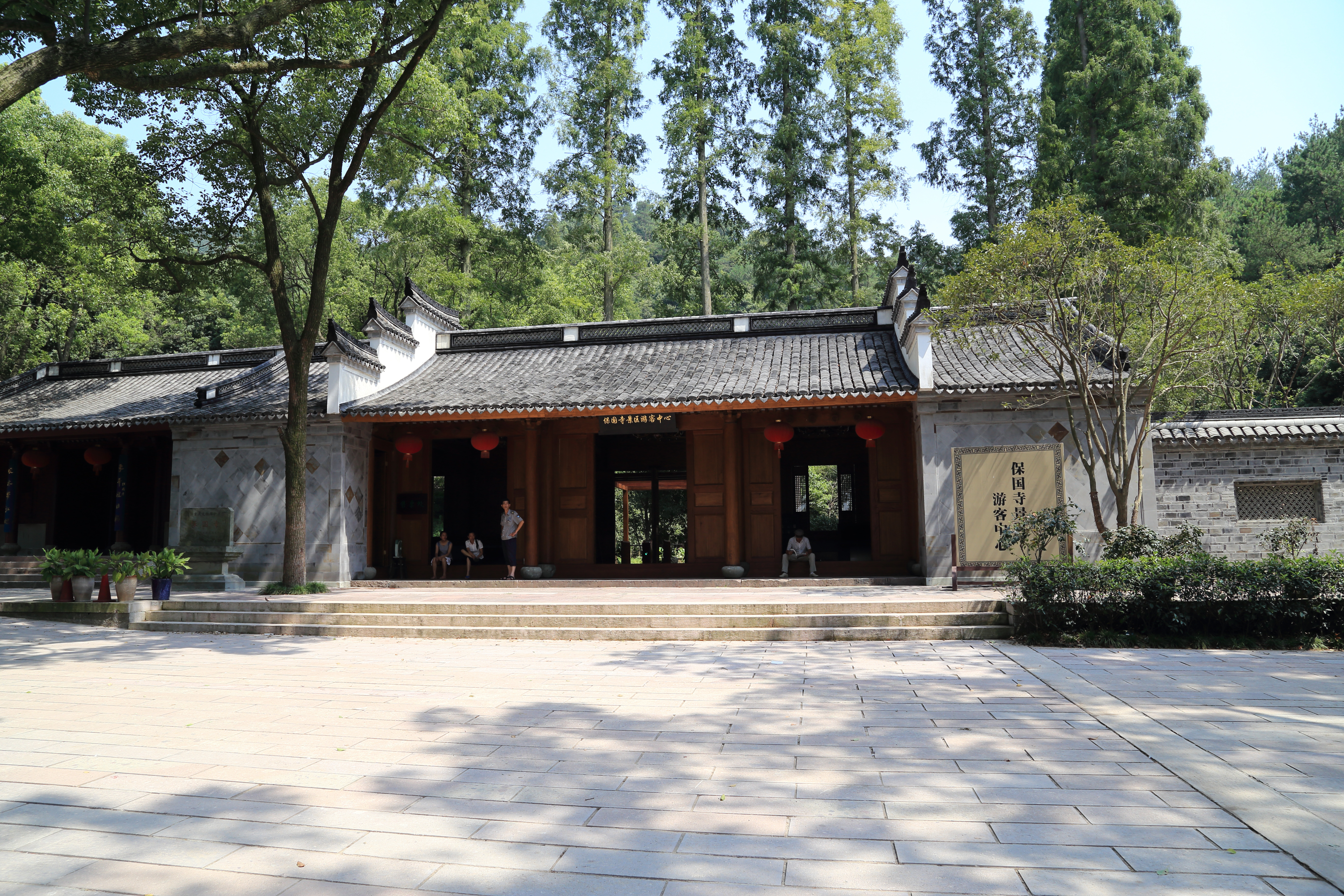
Brama
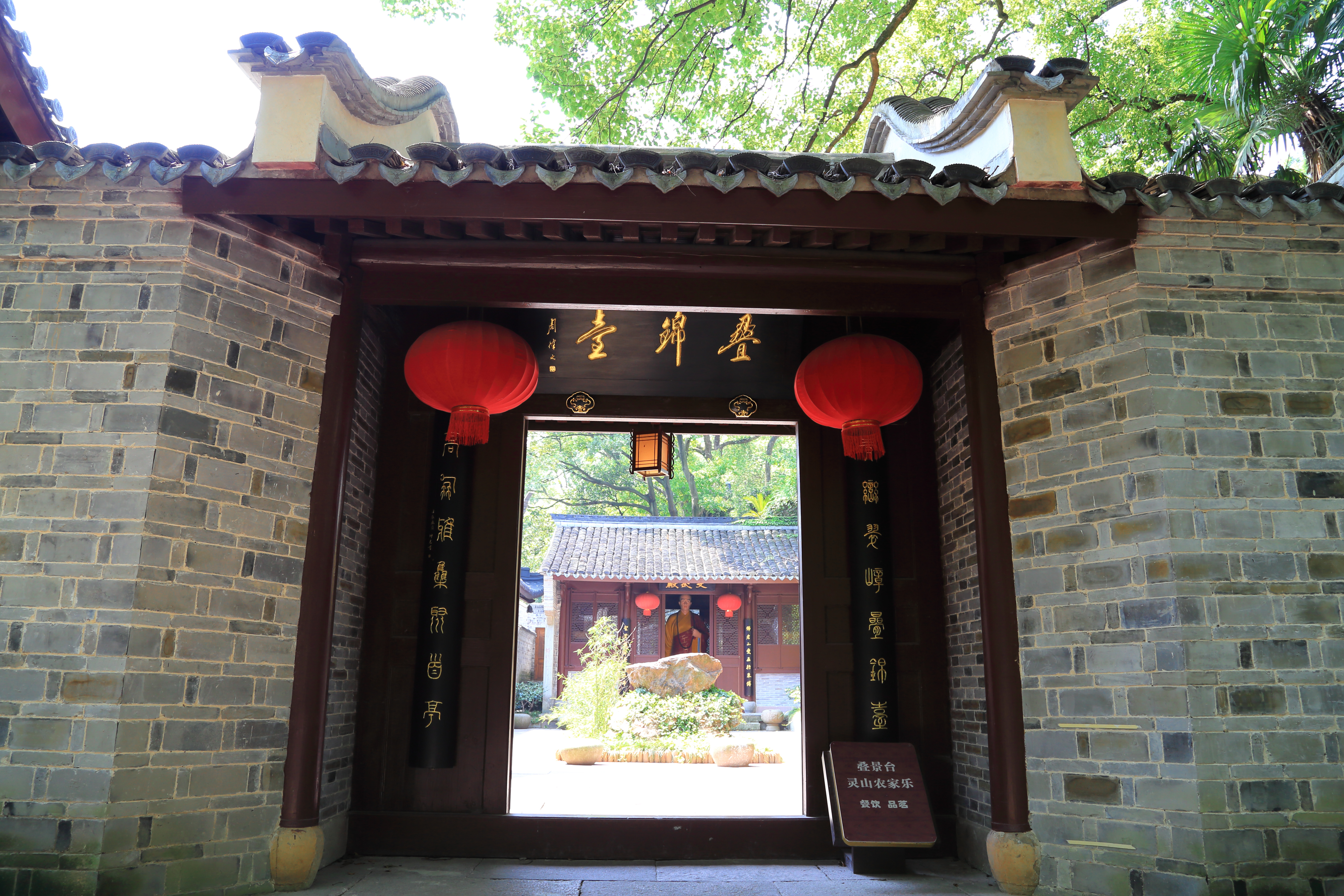
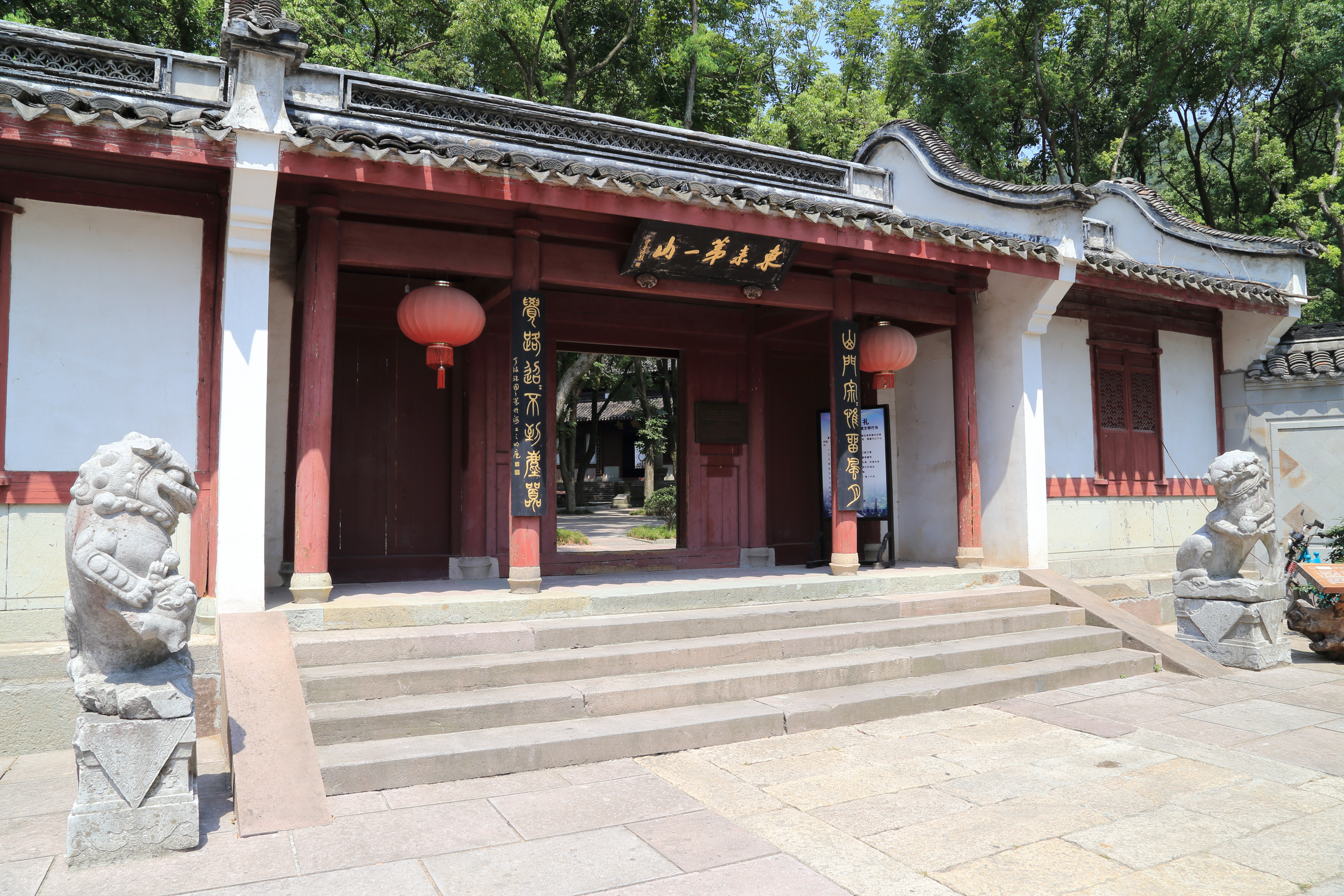
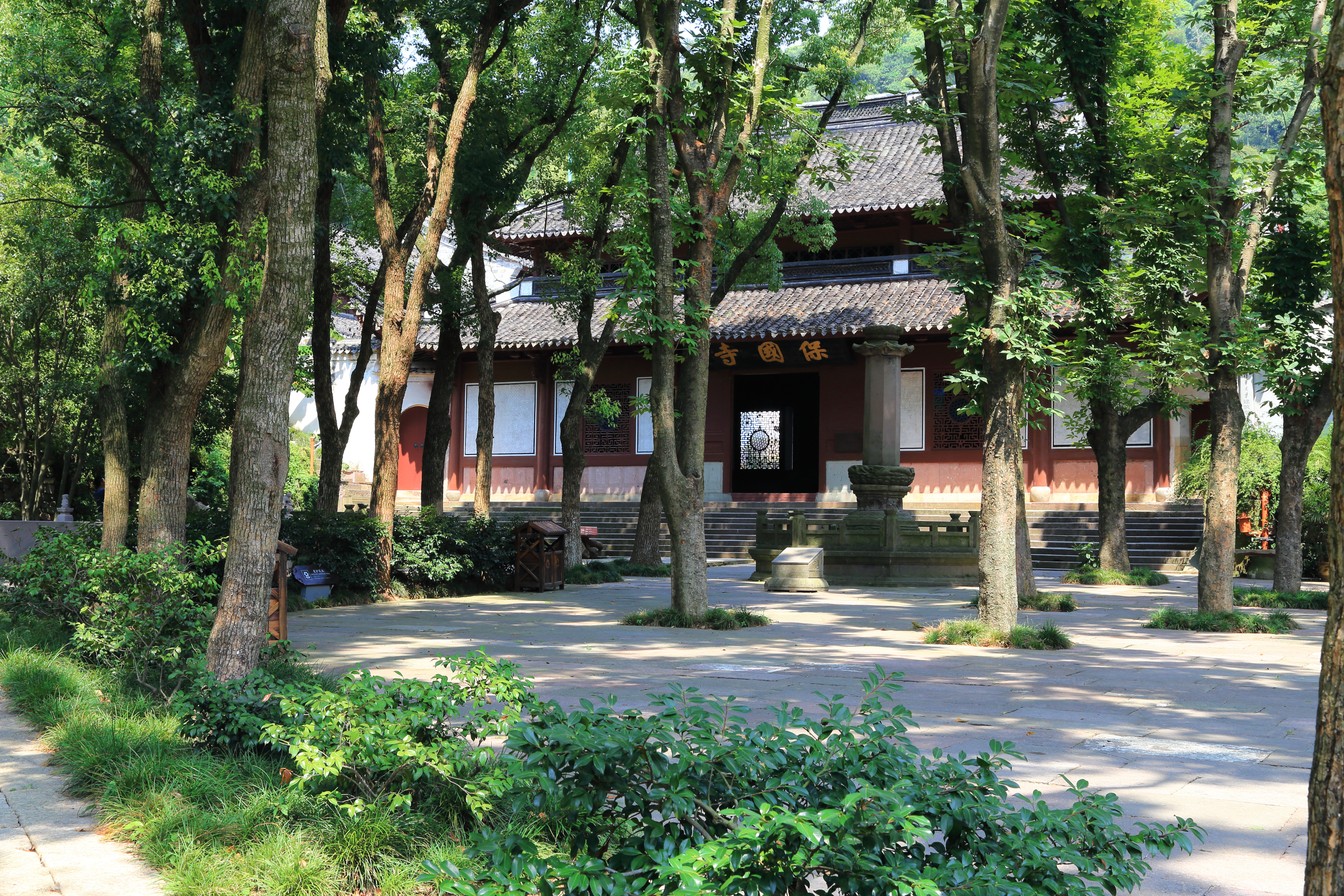
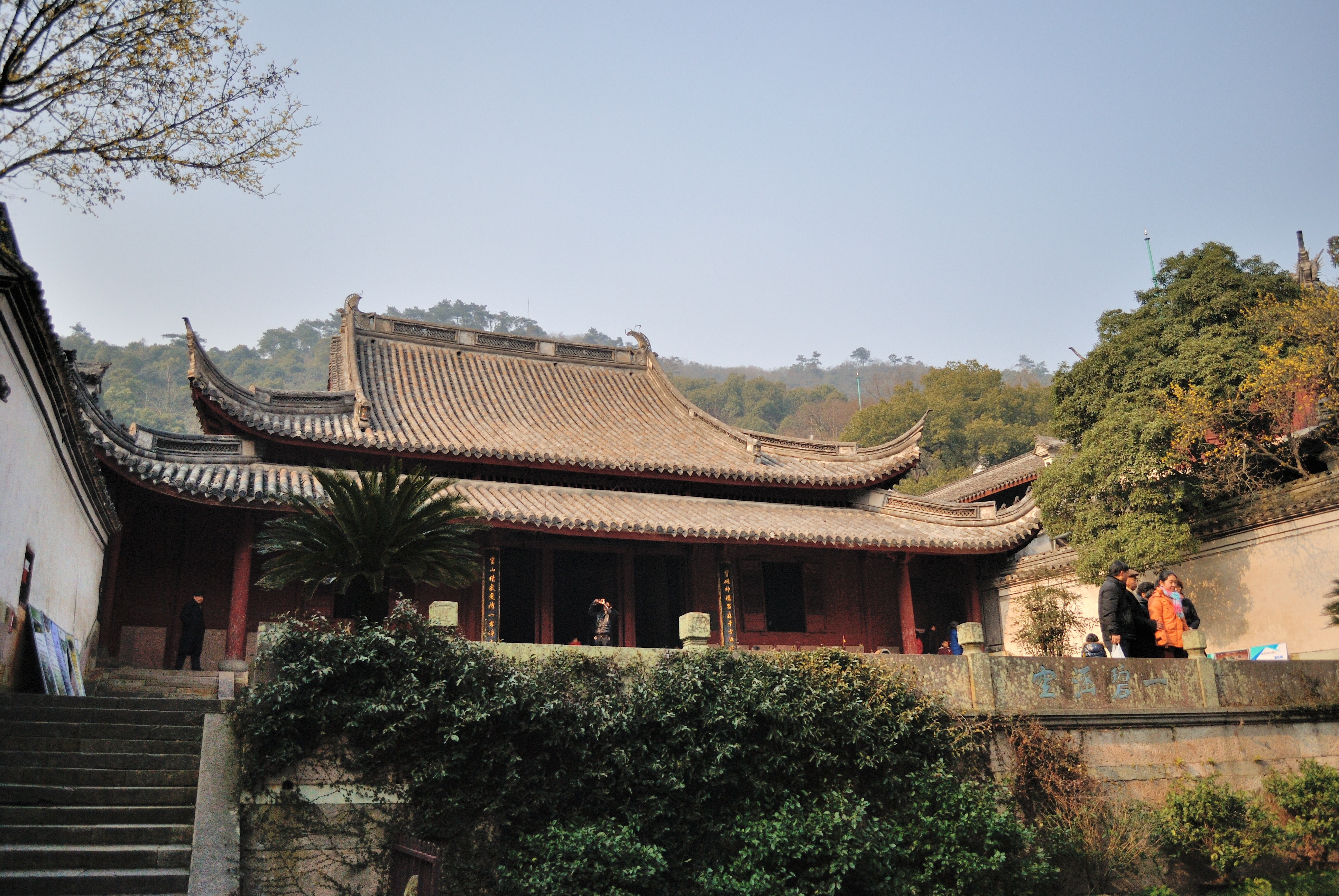
Budynek Daxiong
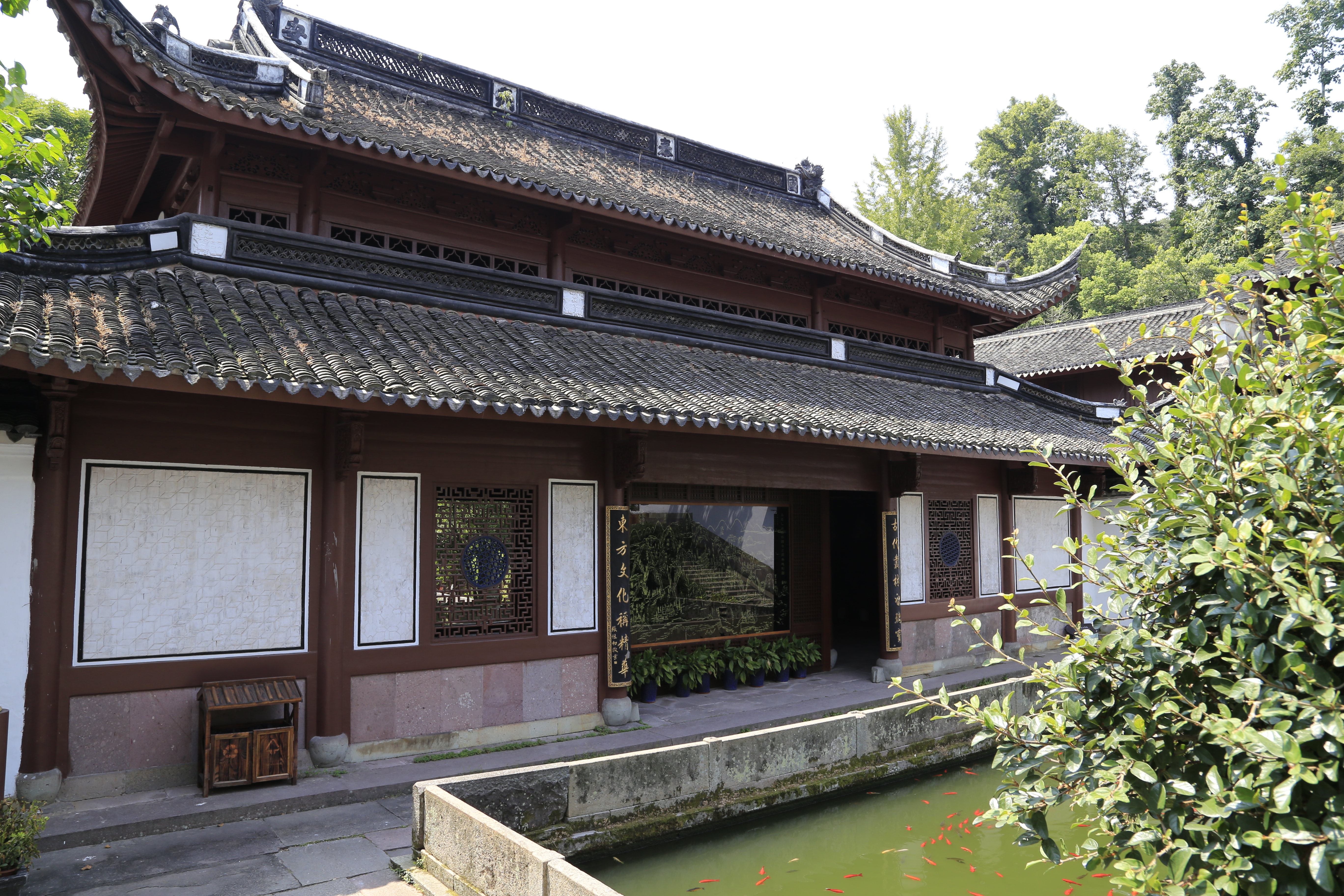
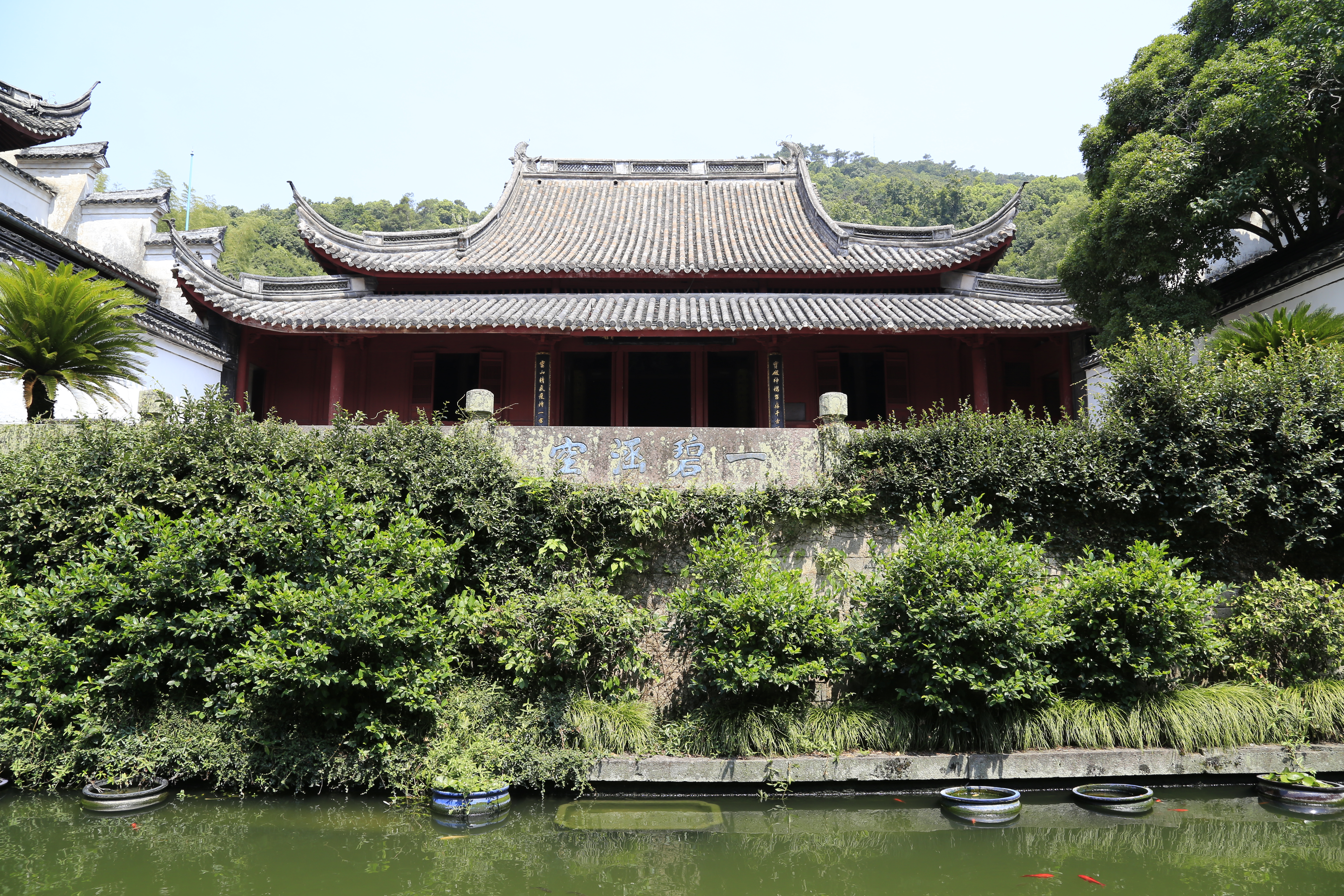
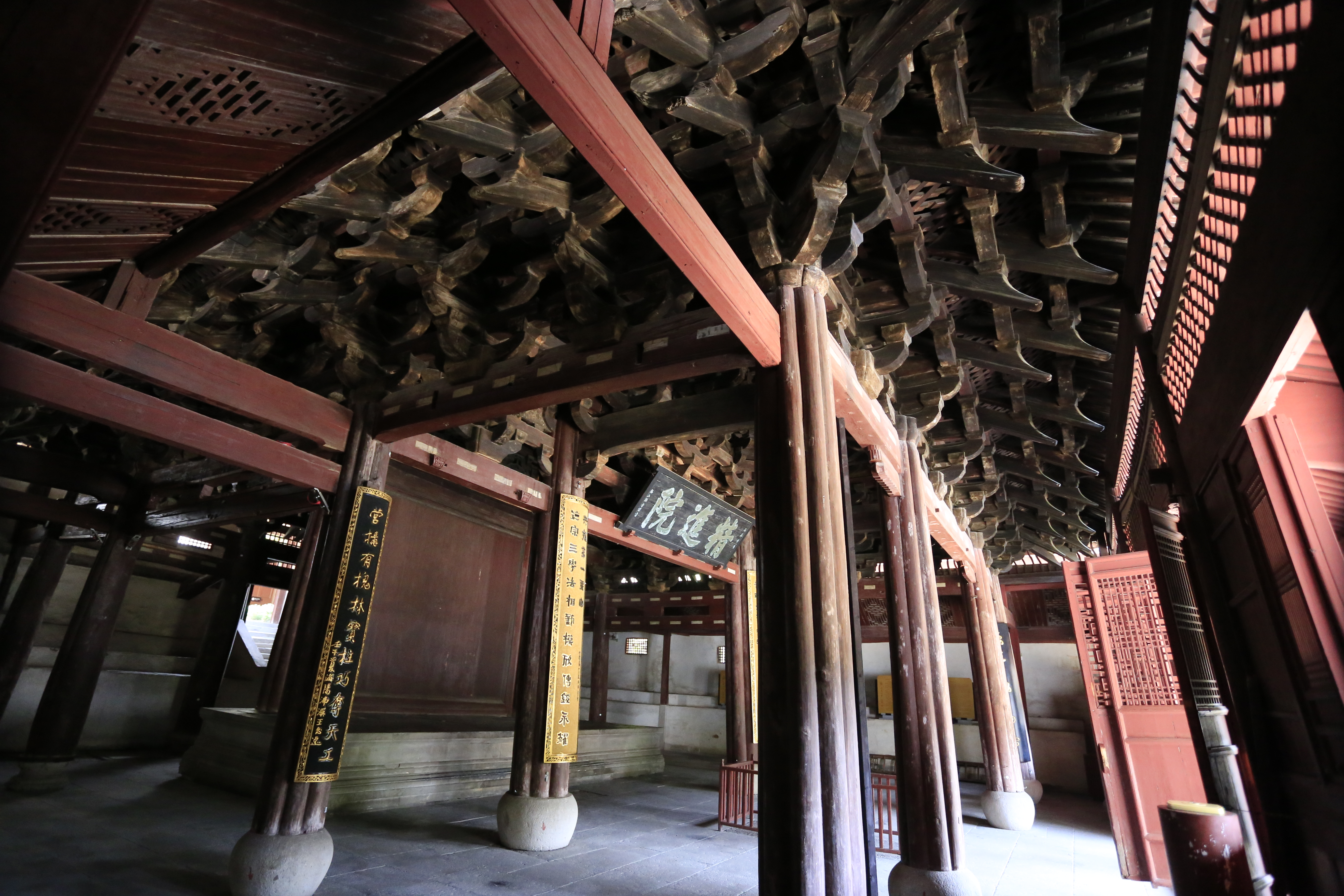
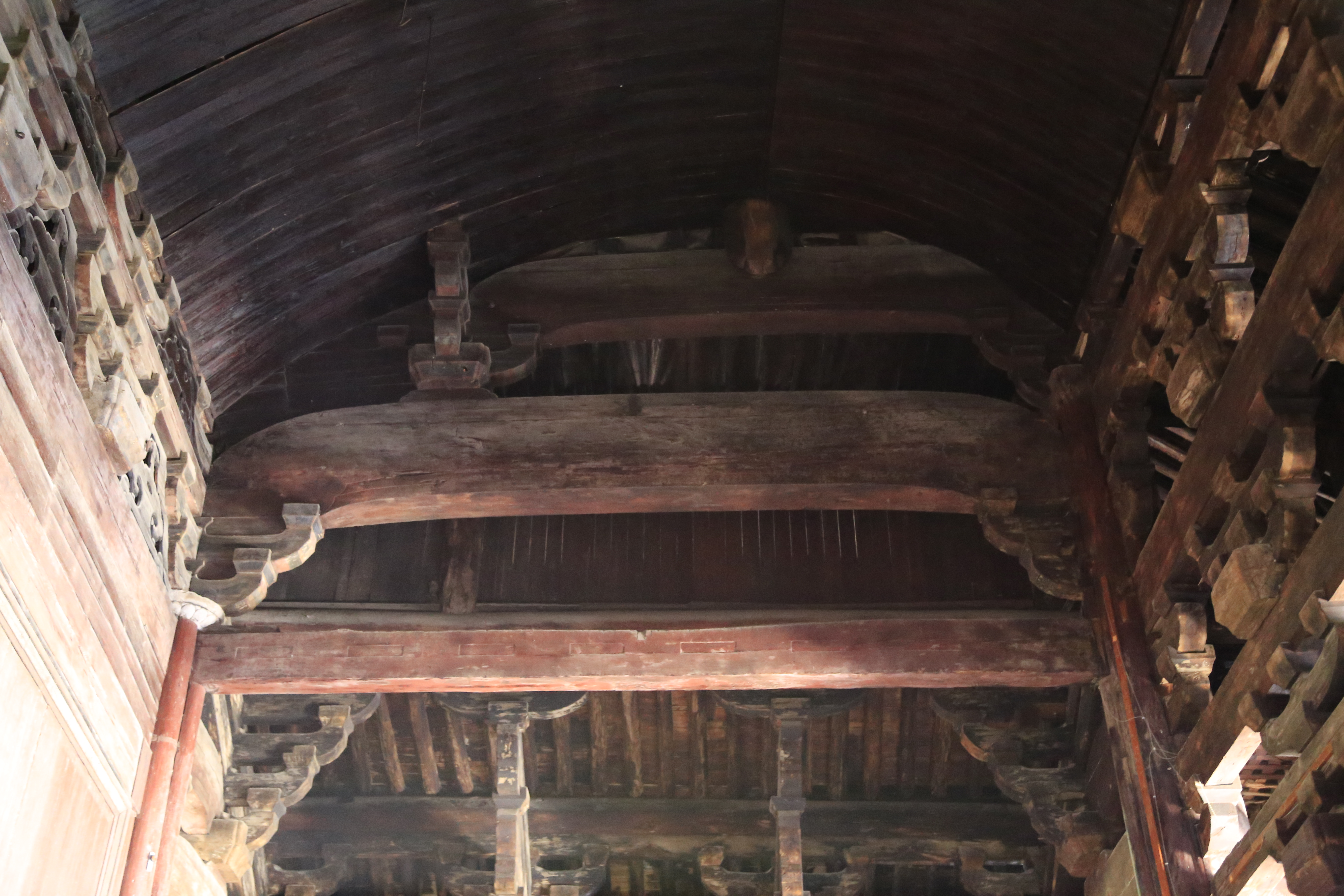
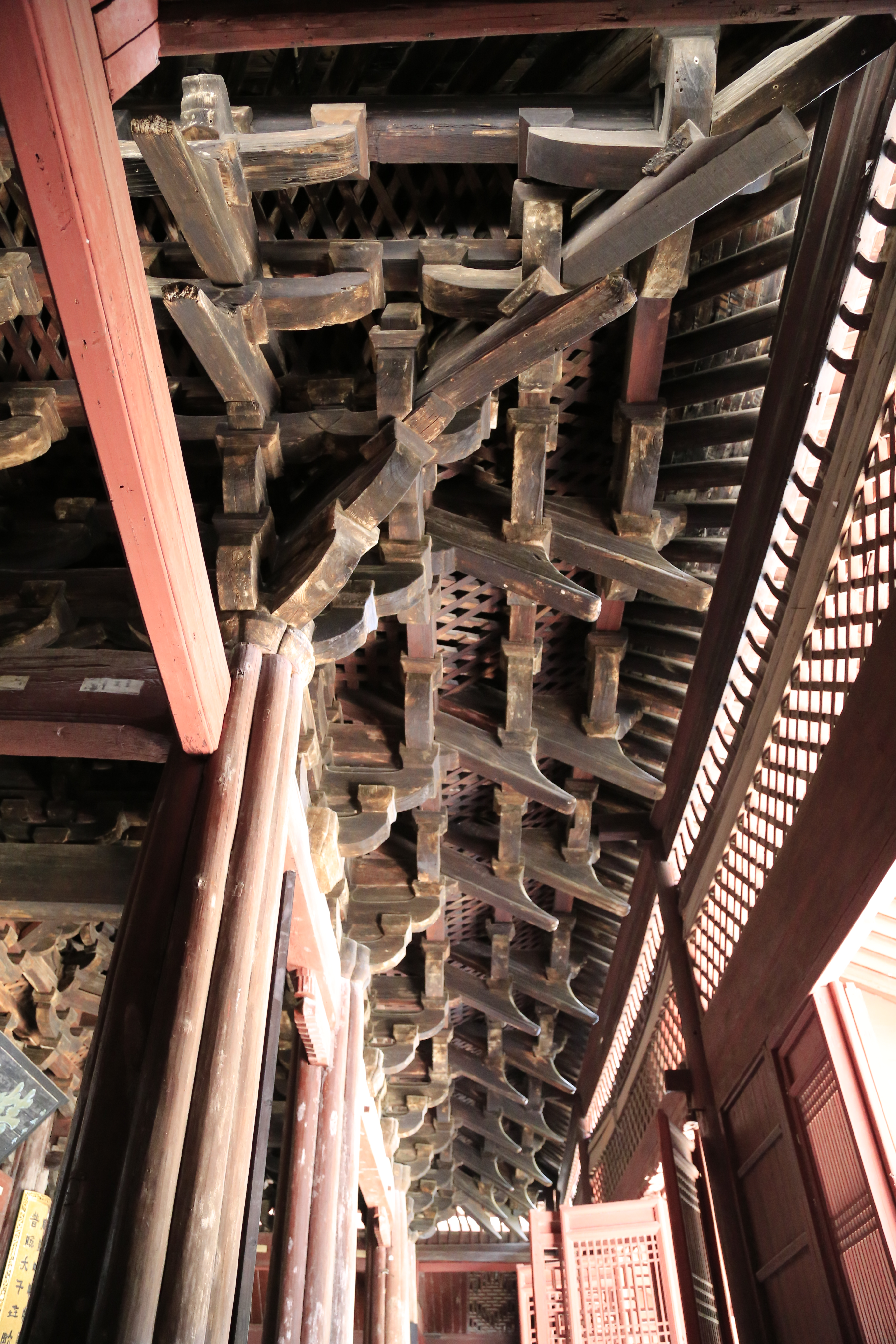
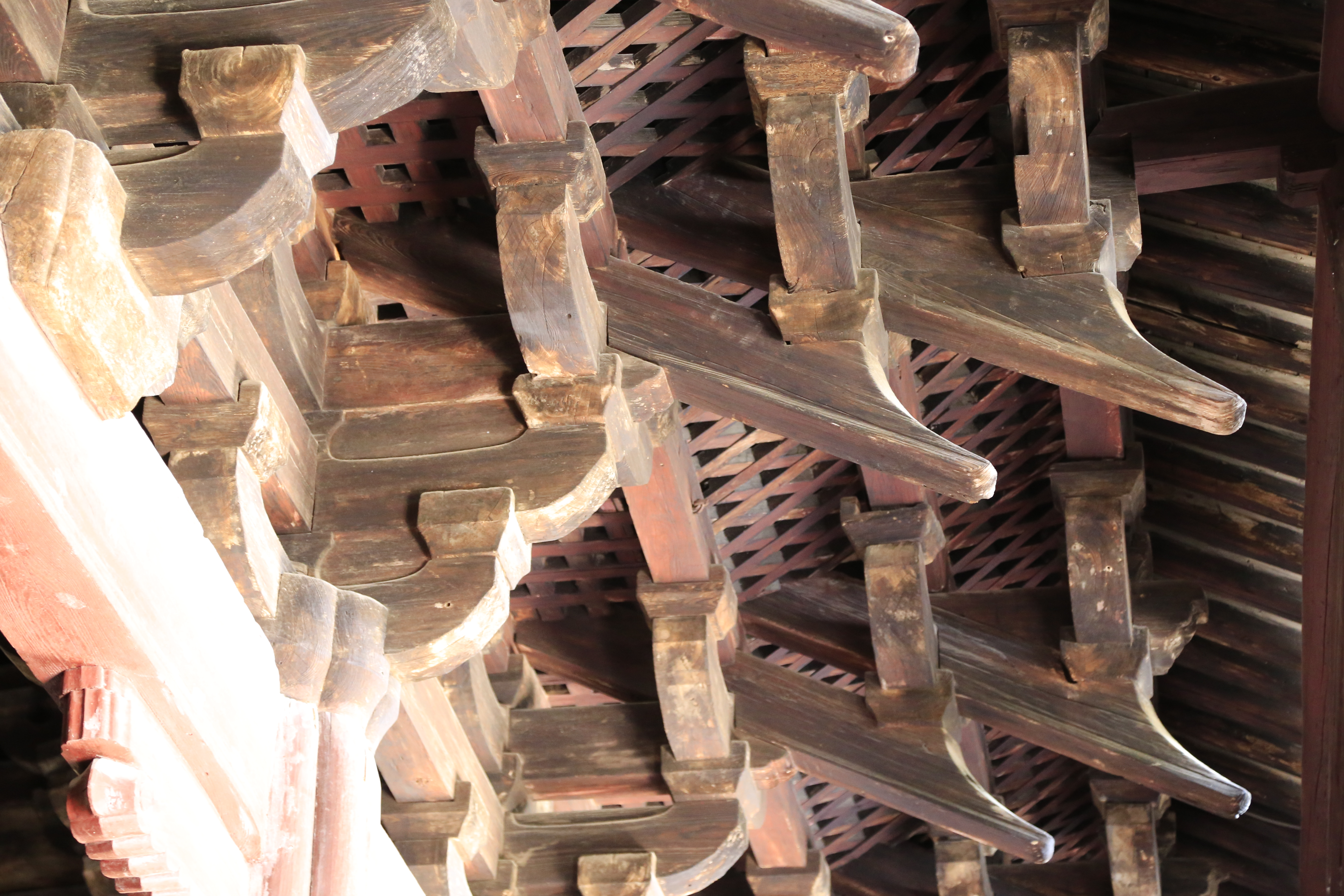
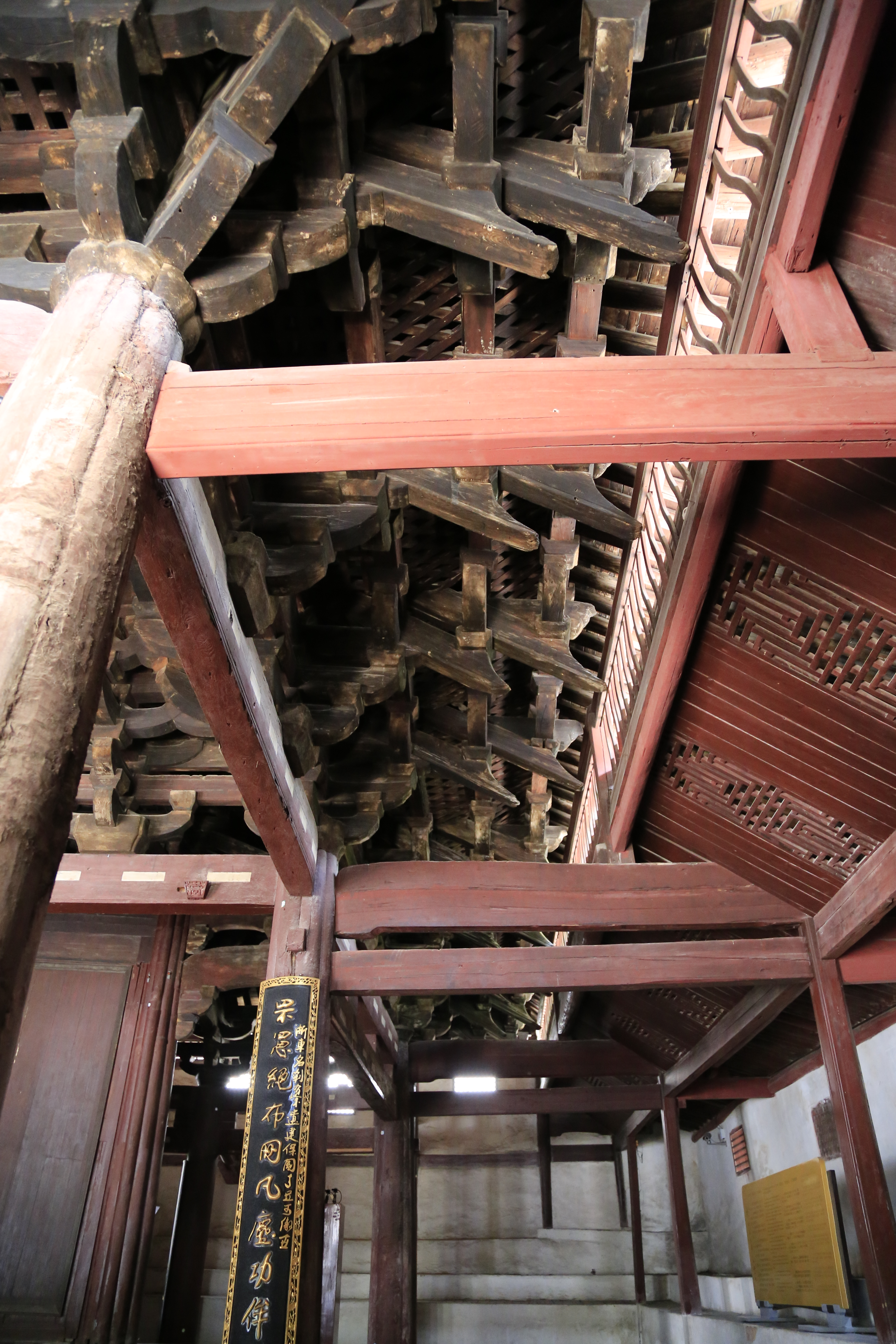
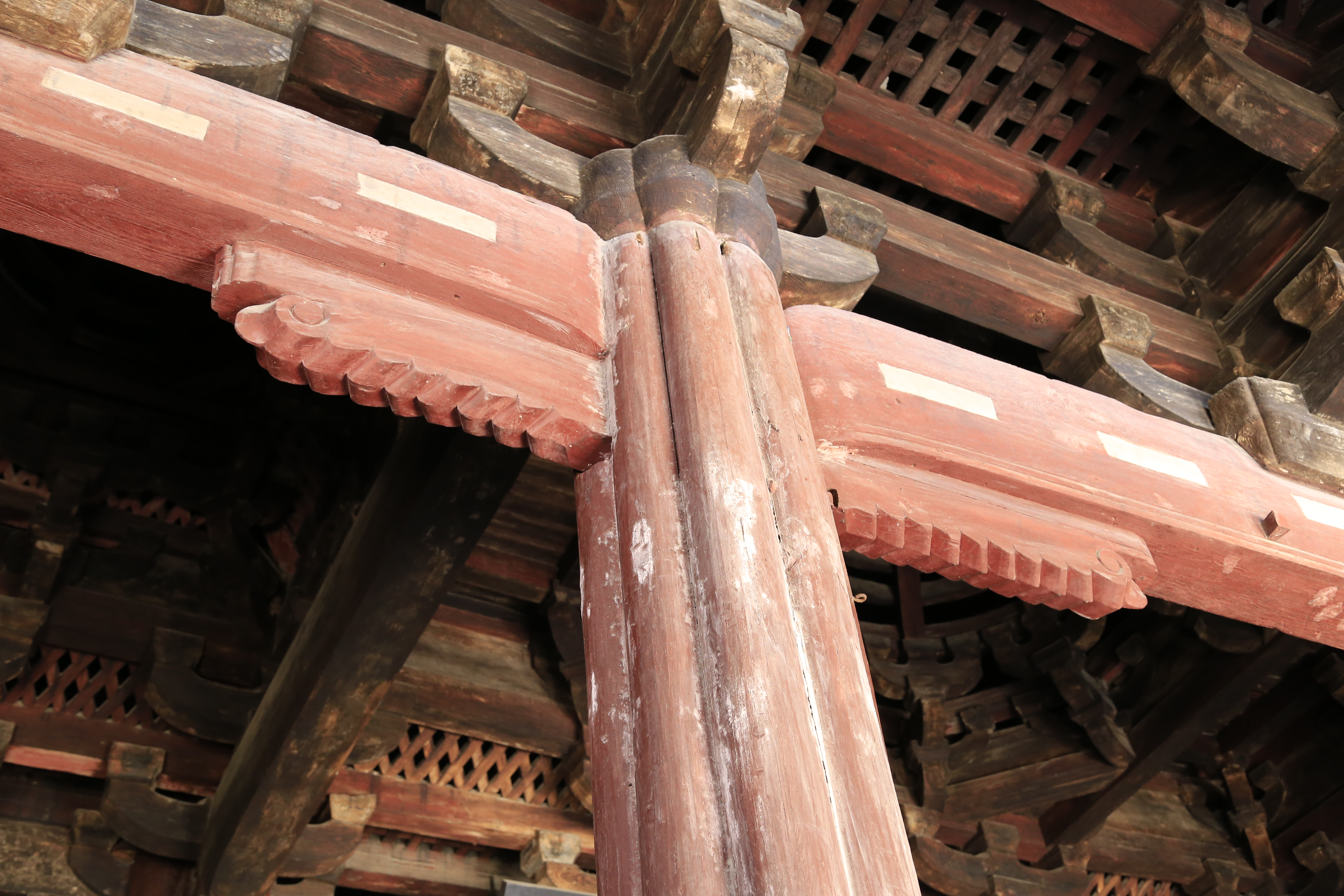
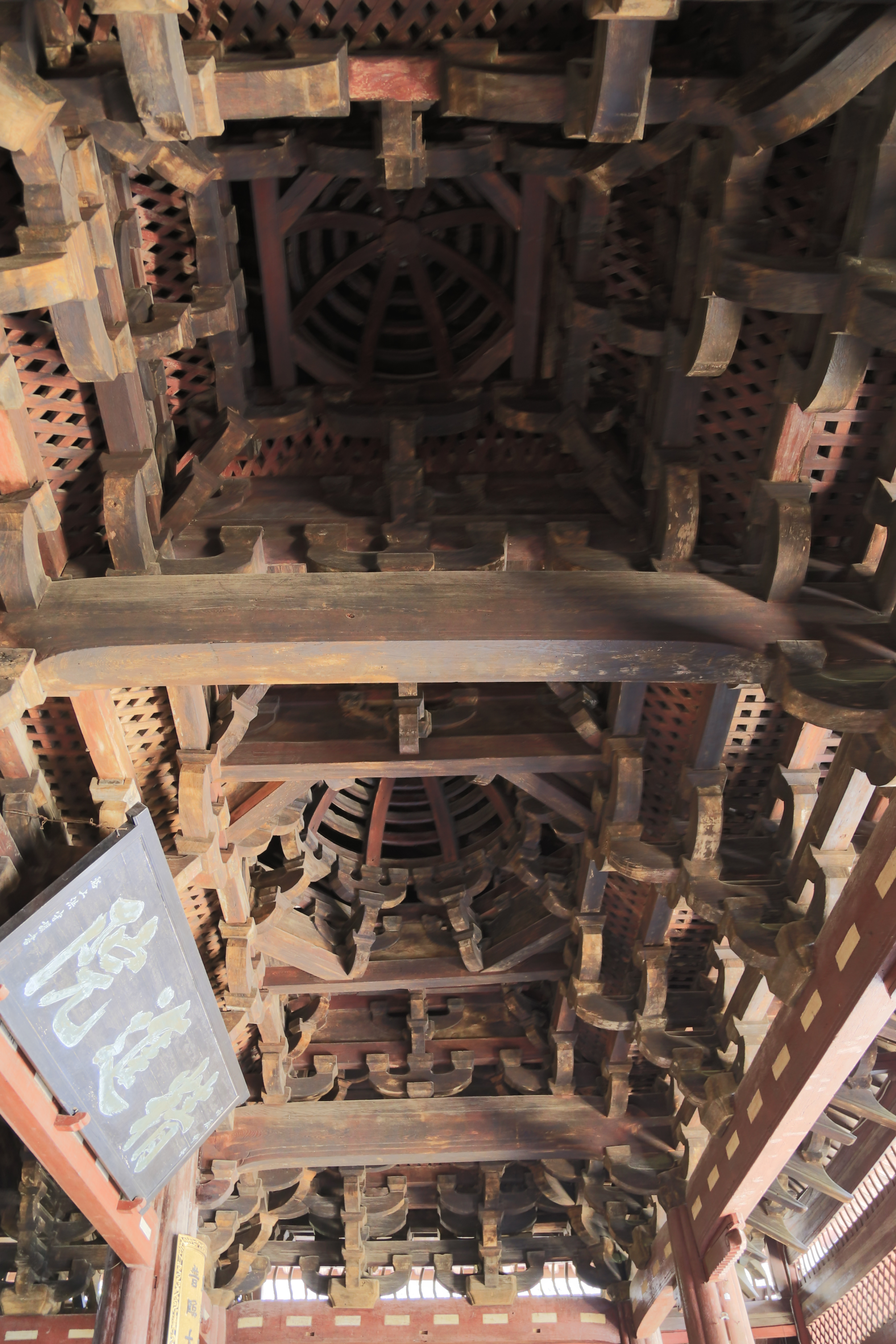
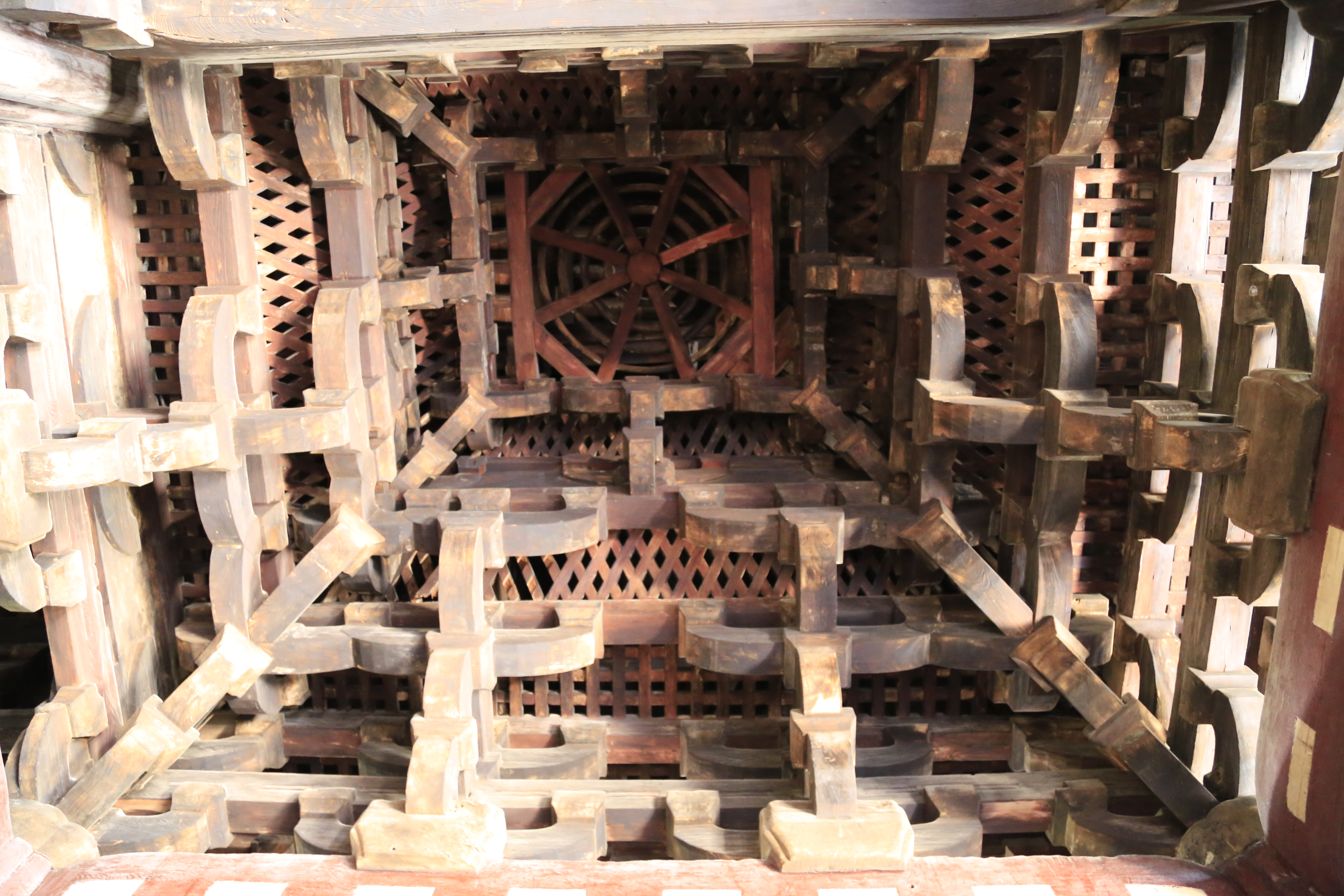
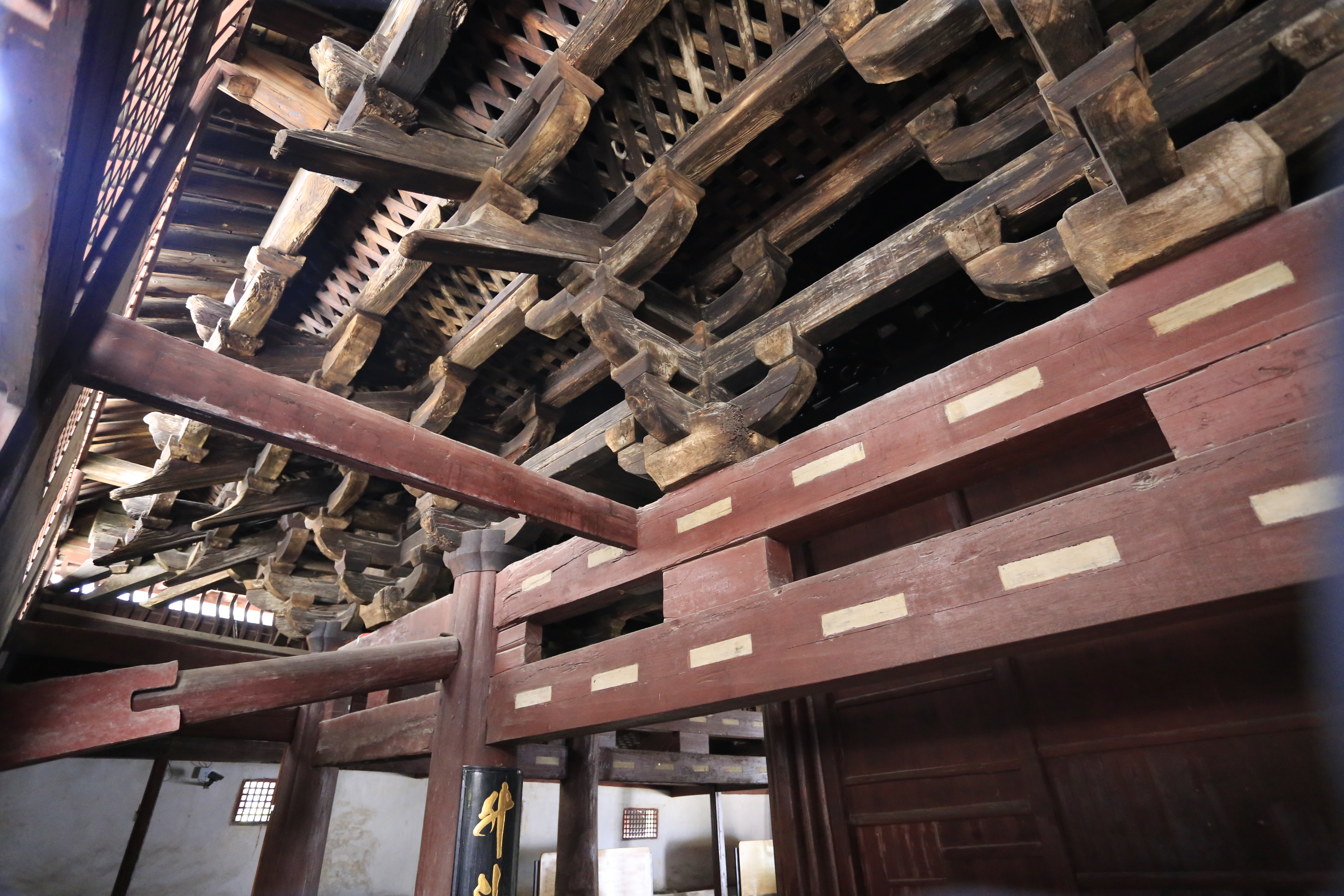
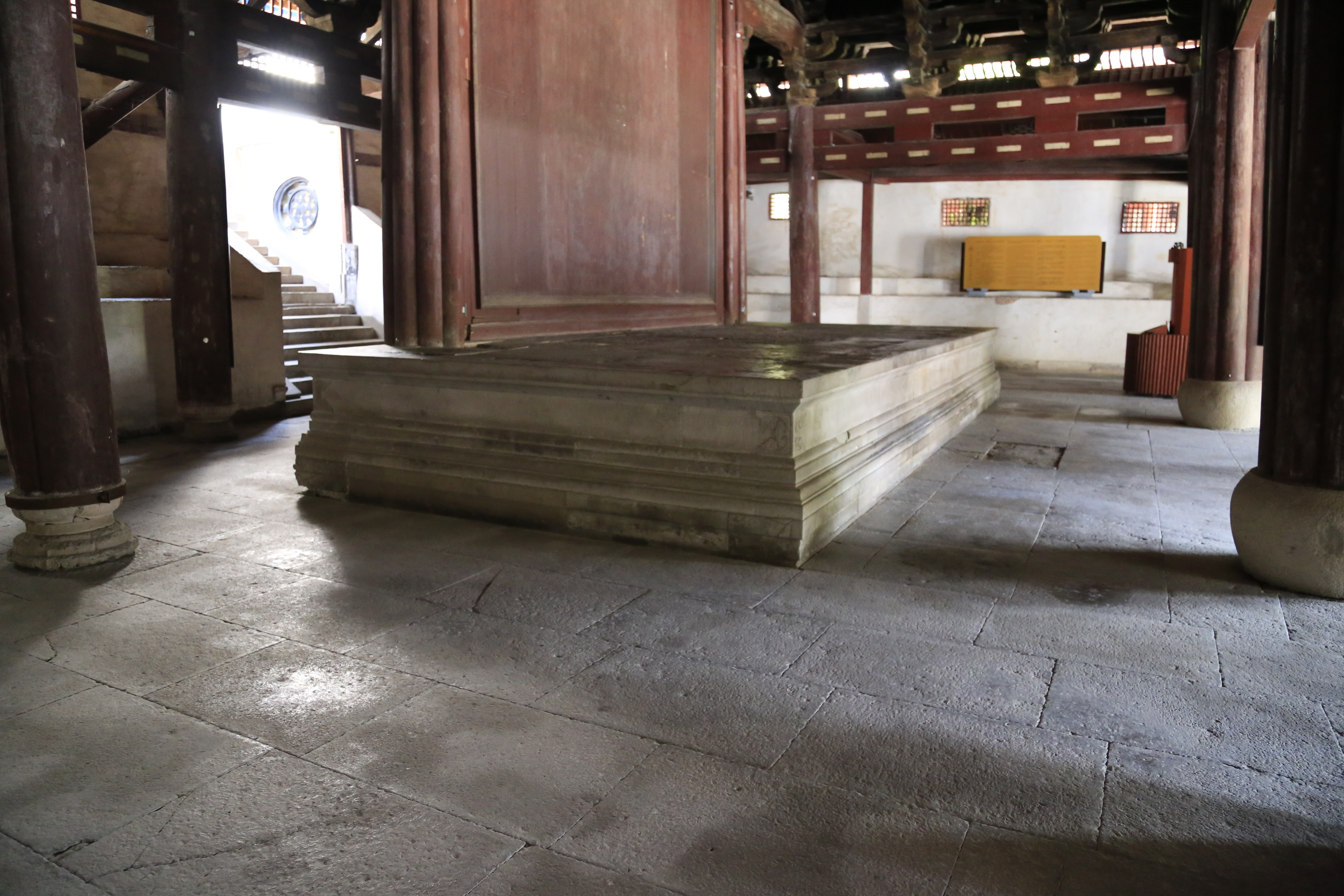
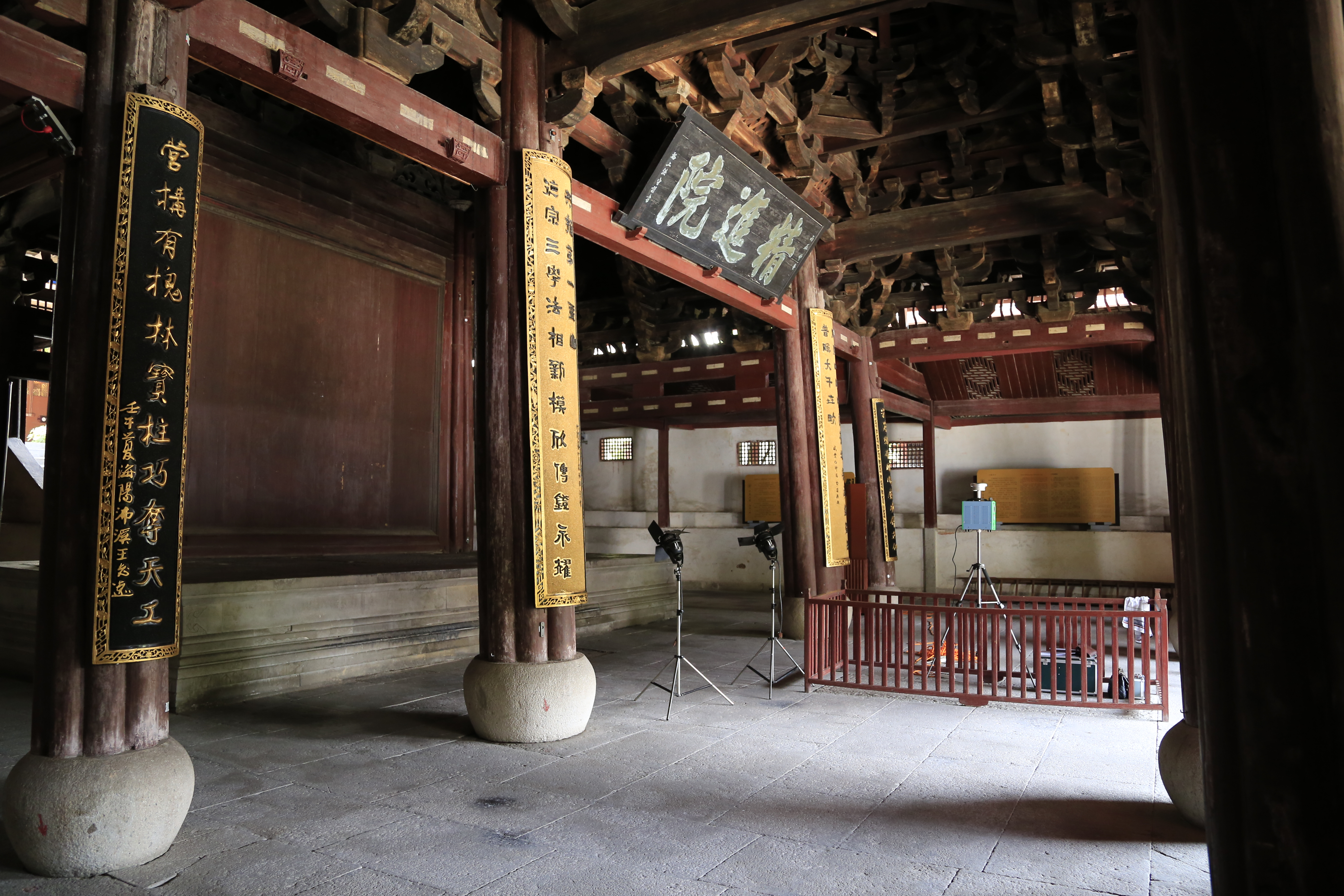
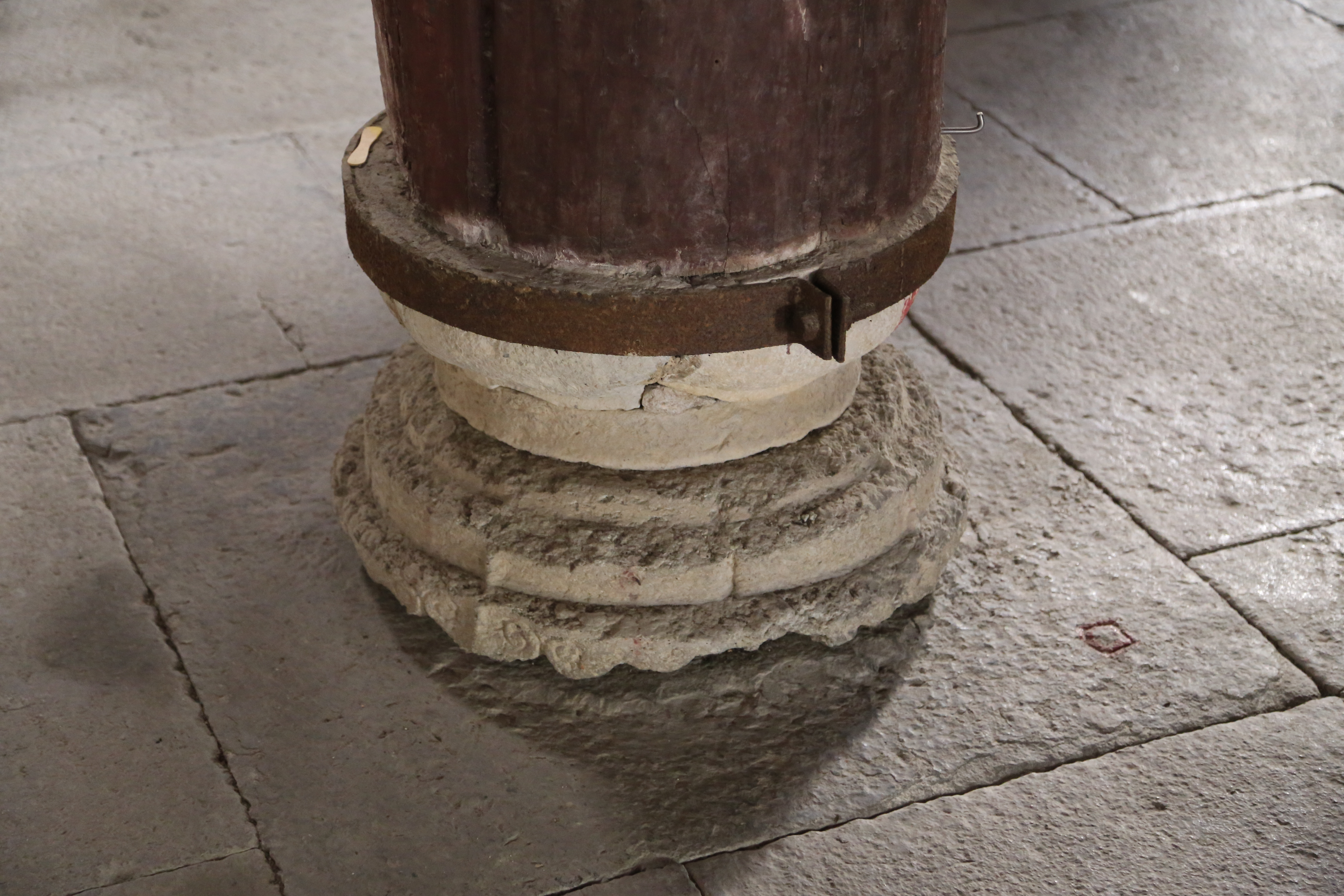
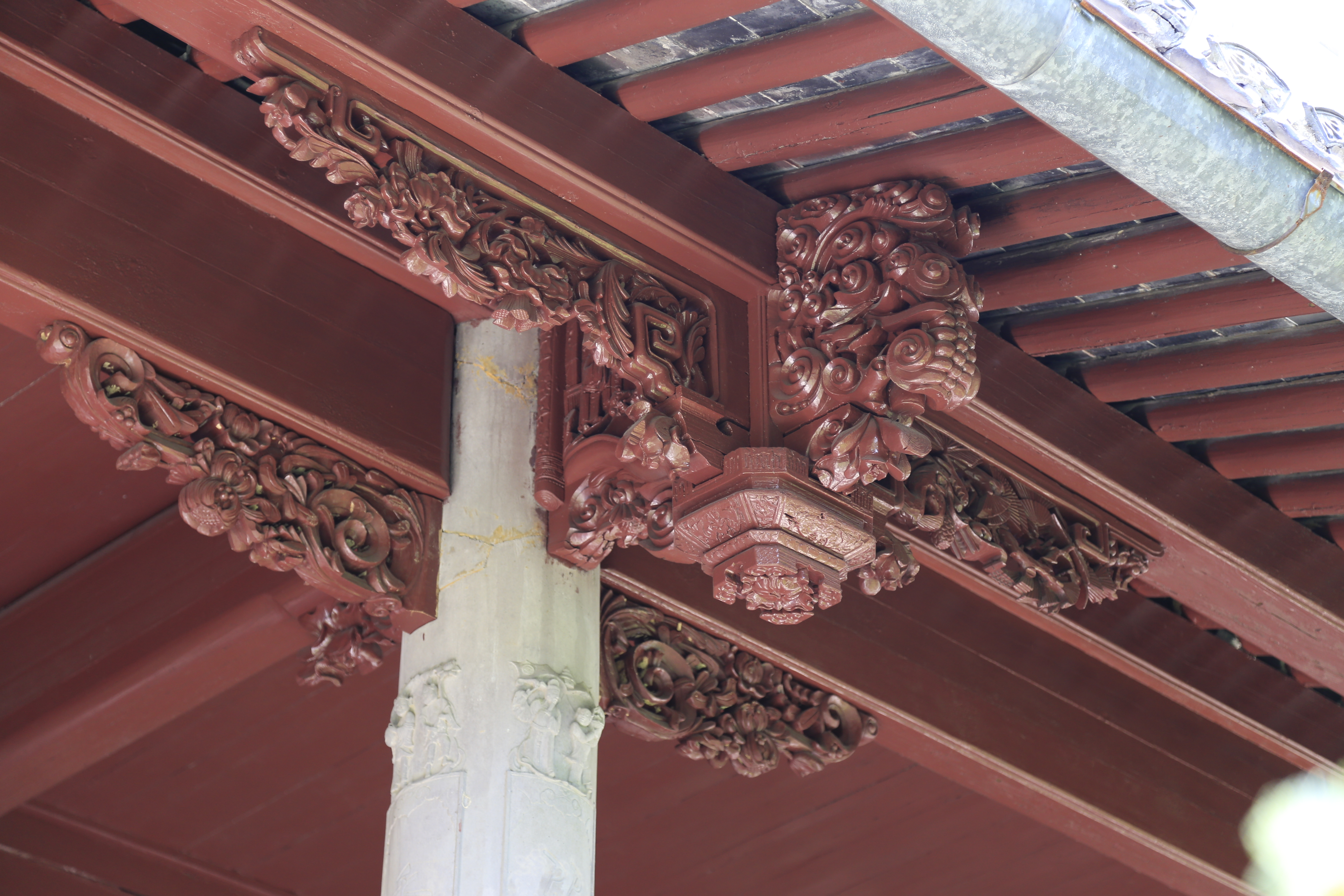
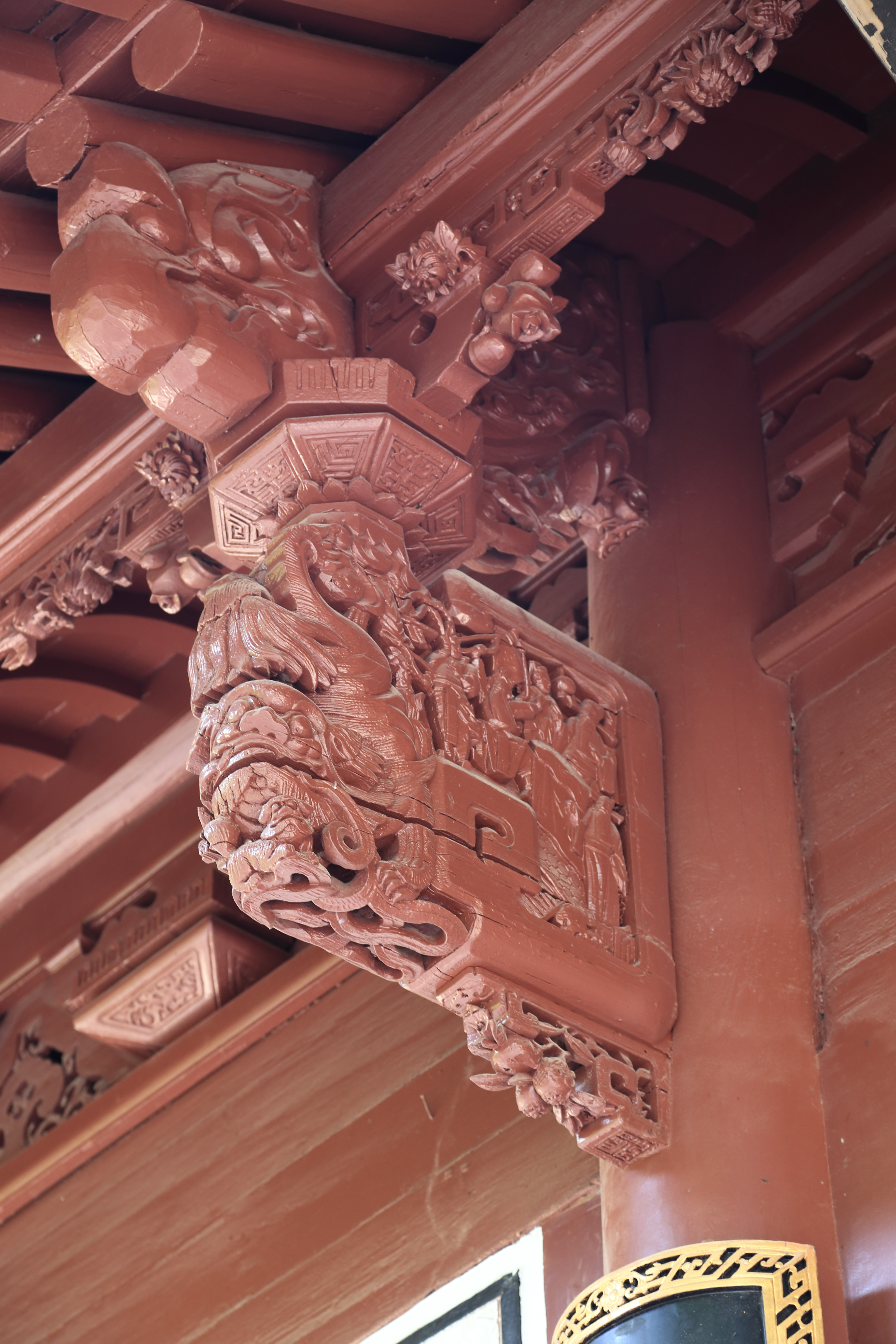
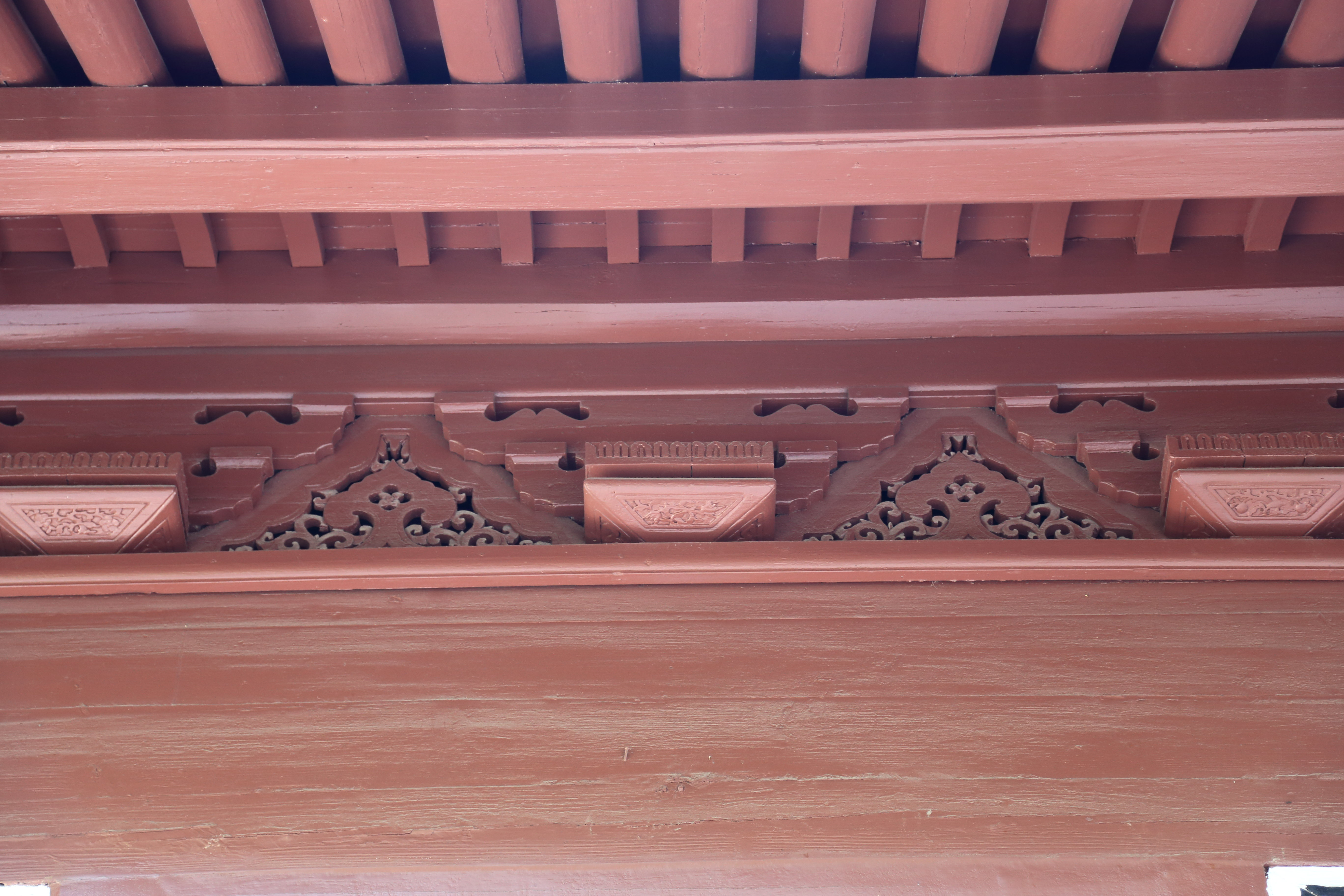
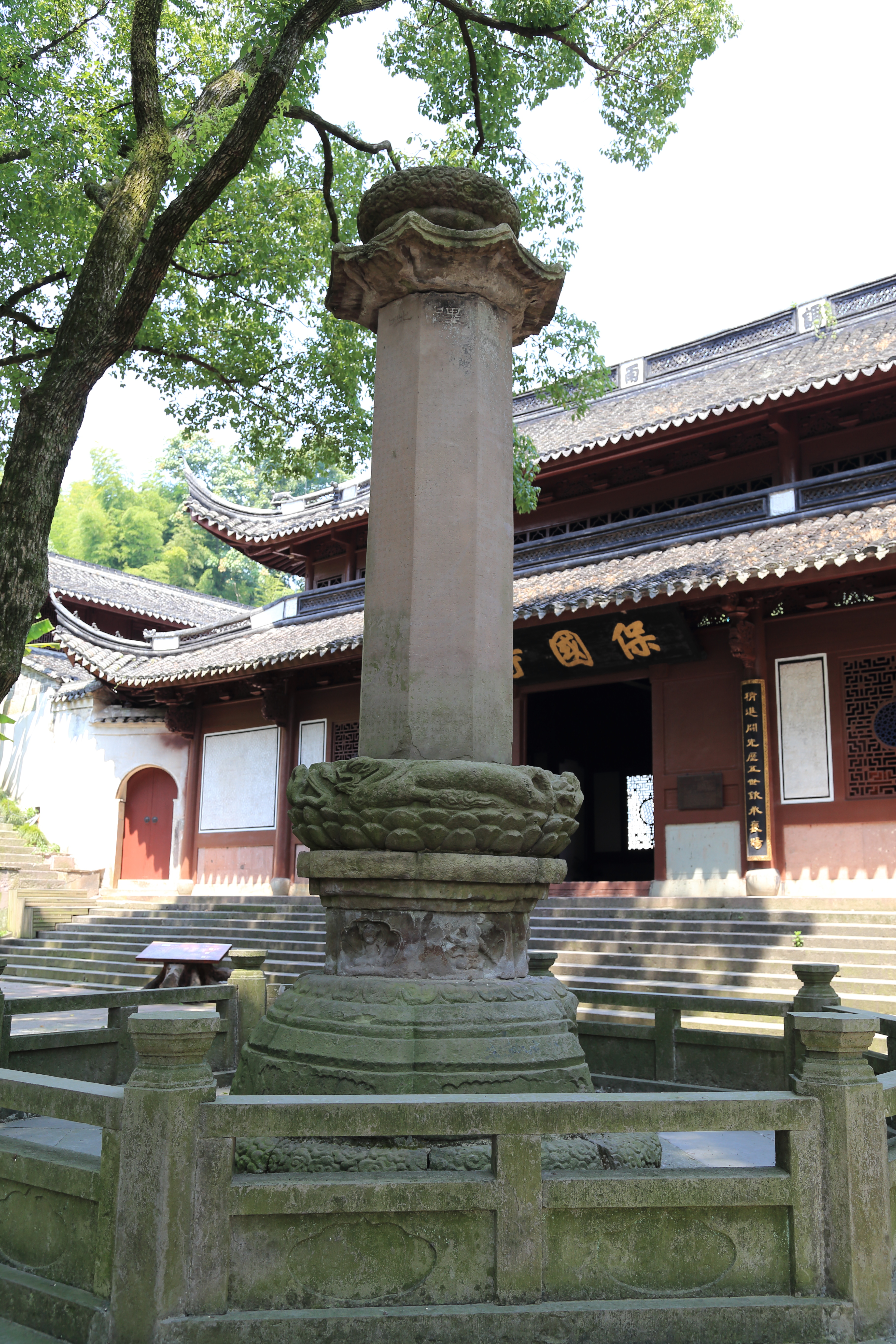
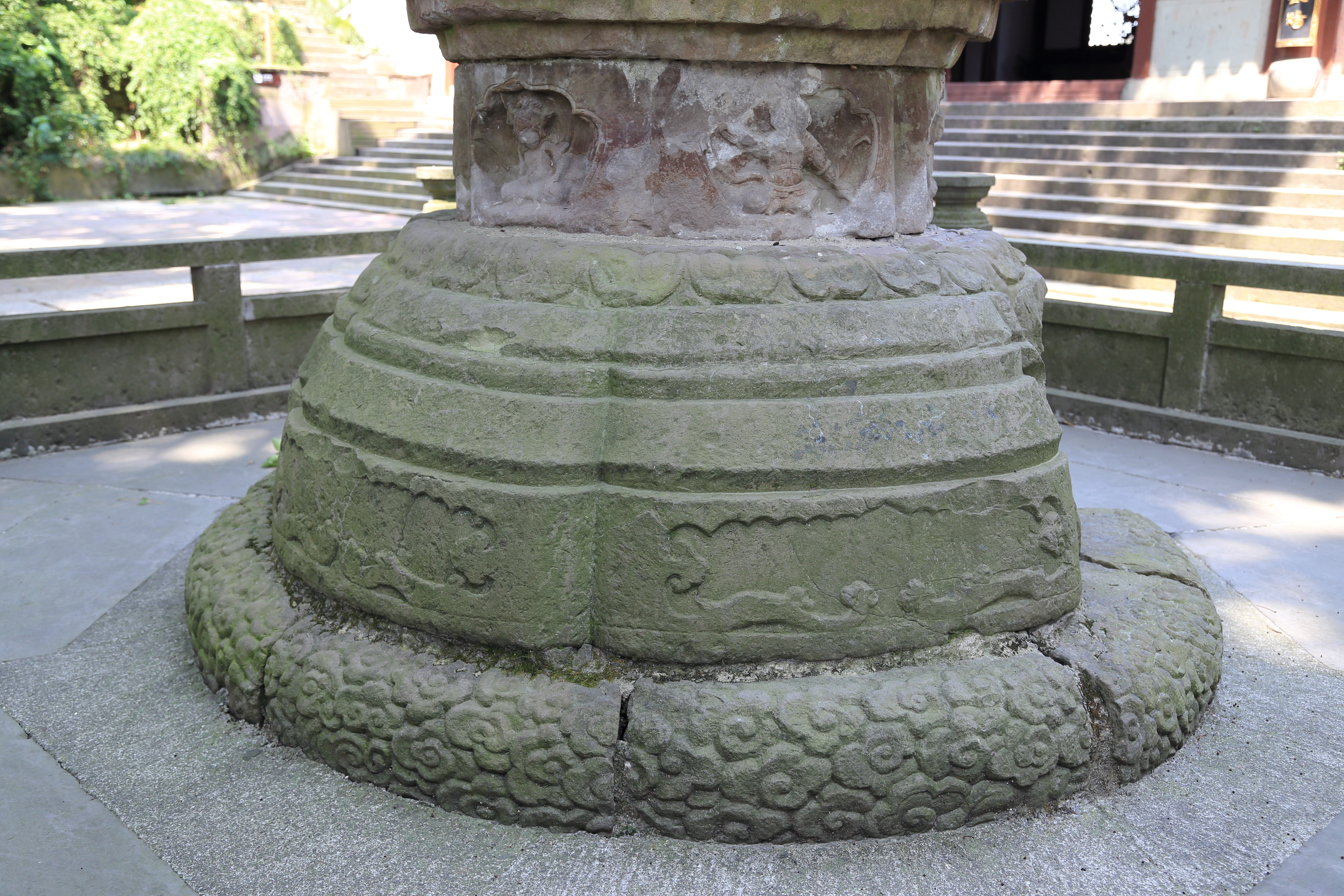
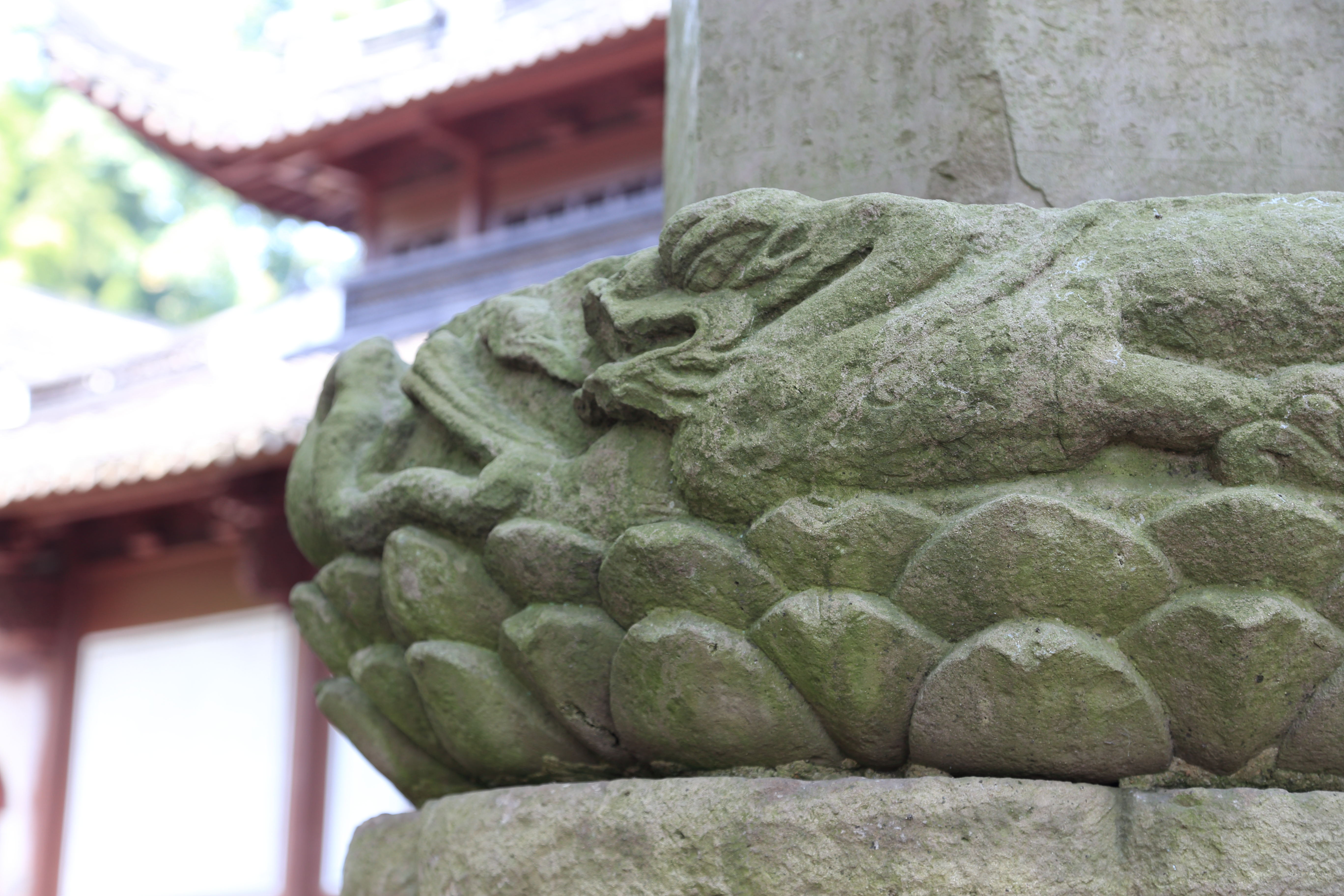
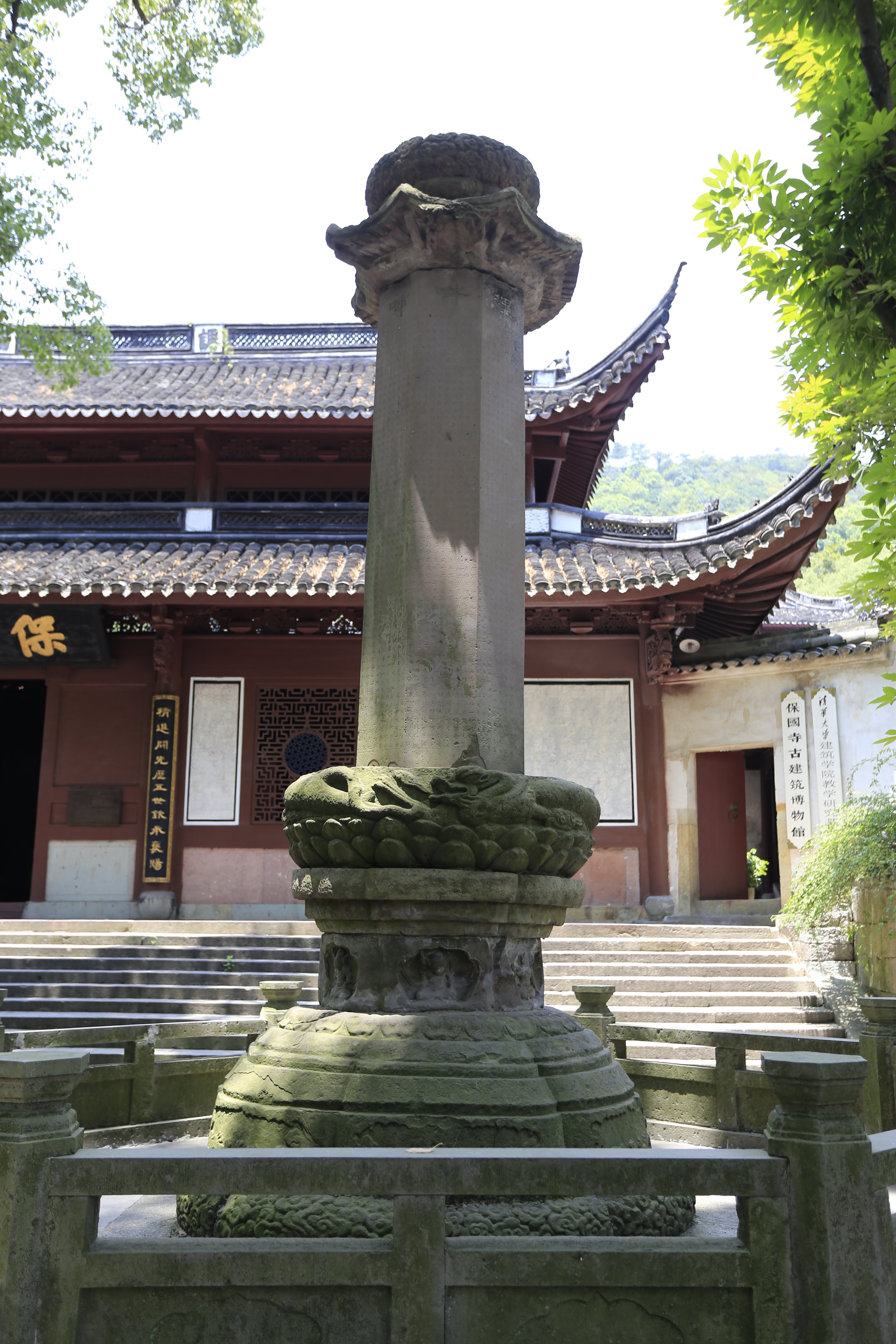
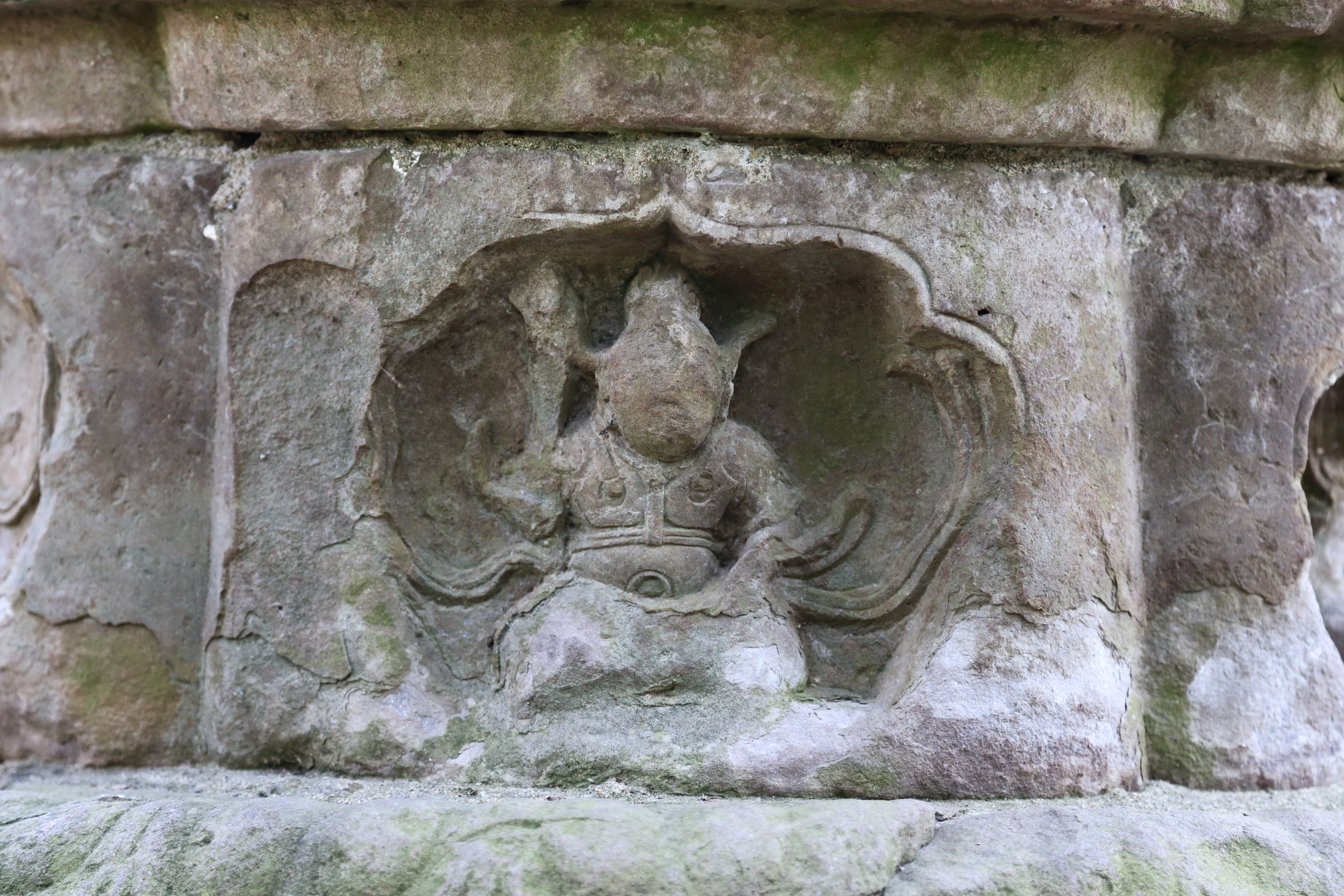
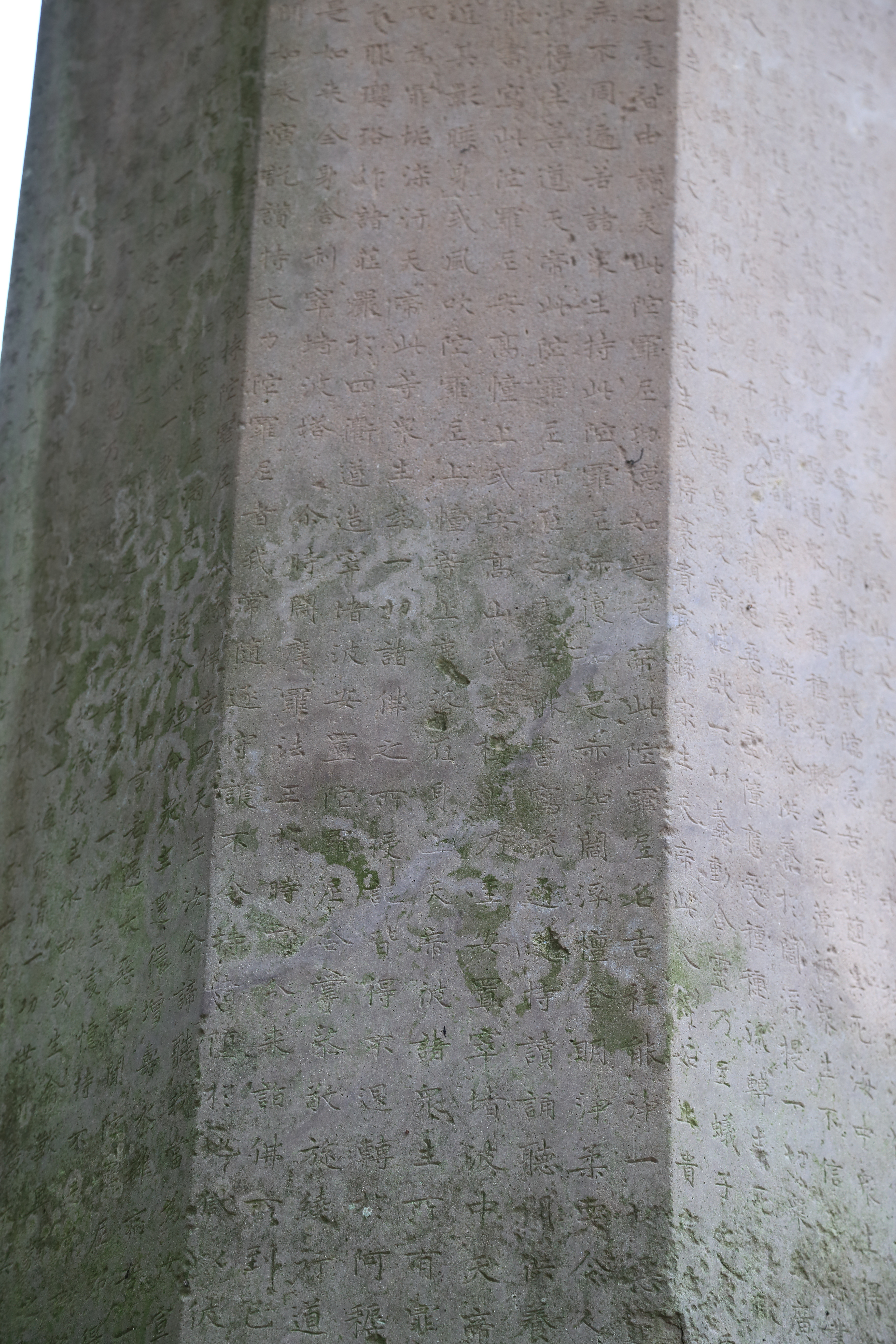
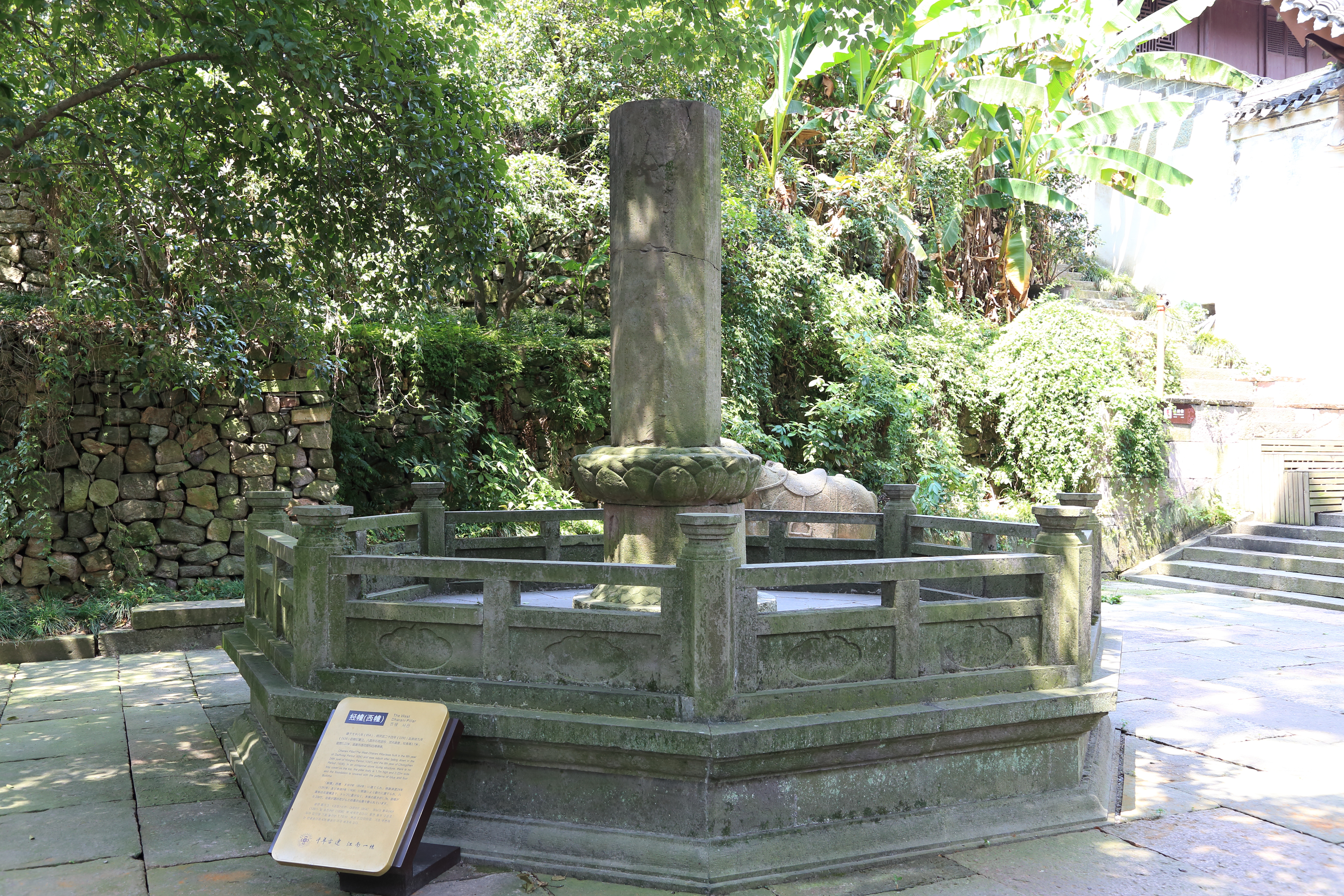
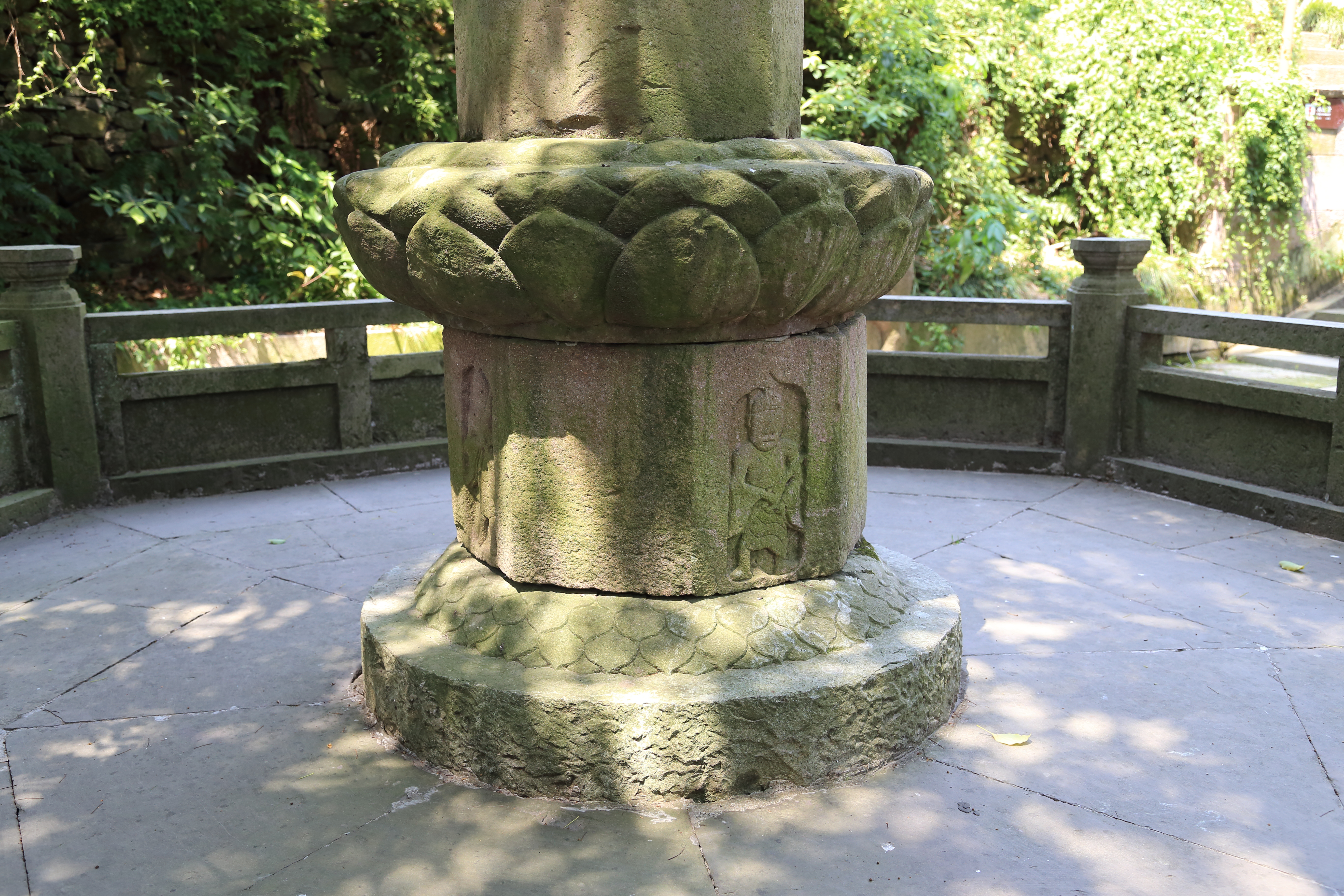
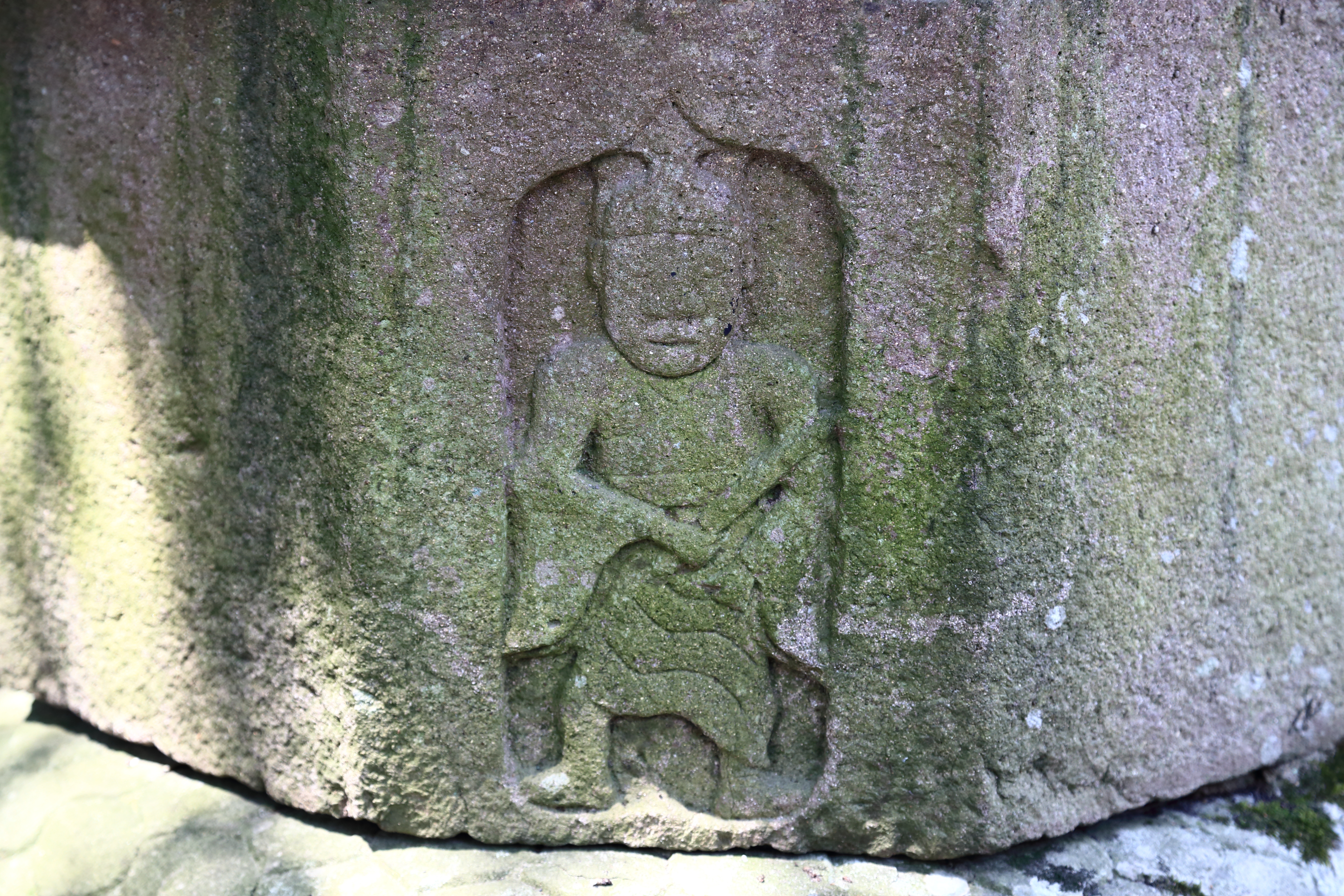
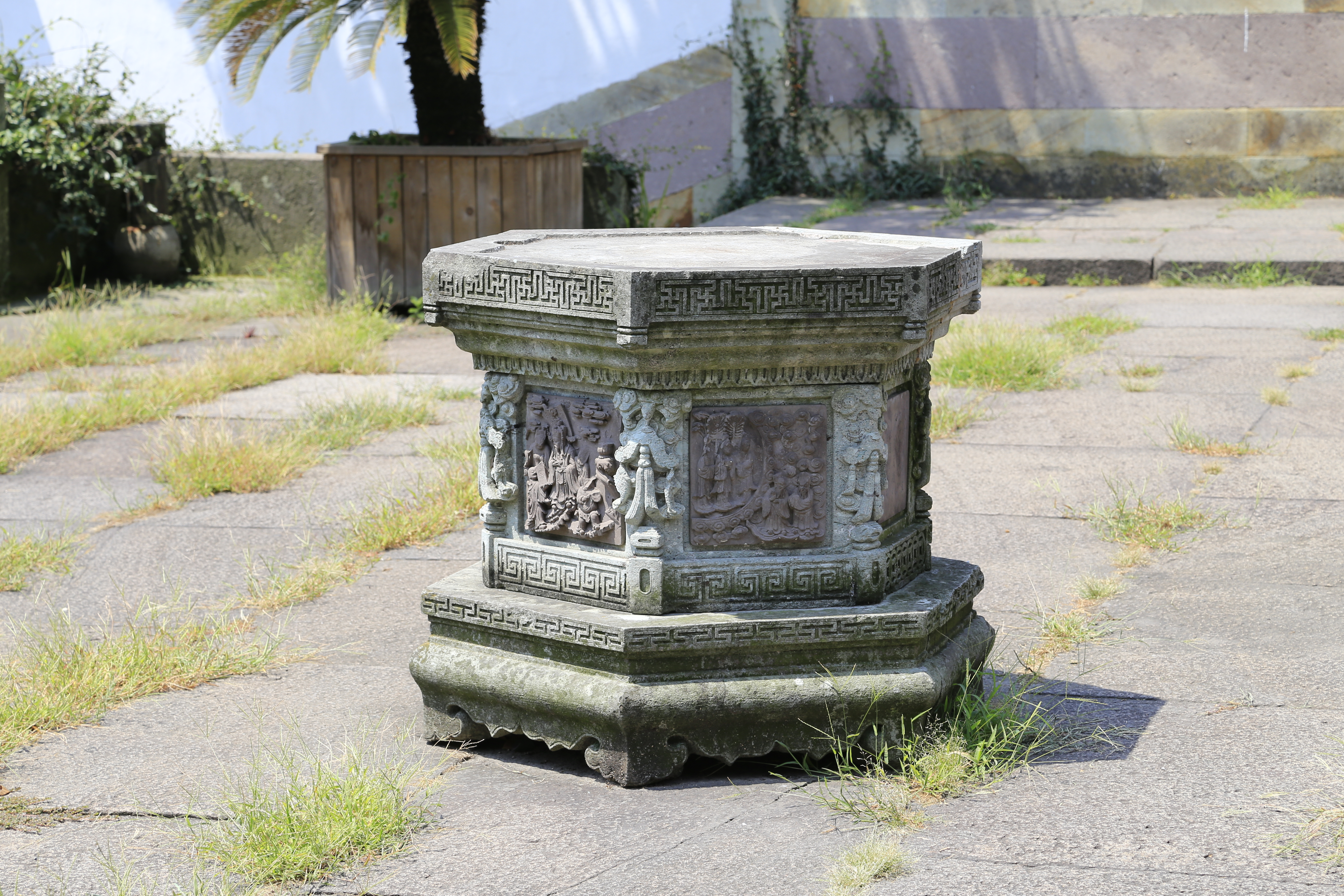
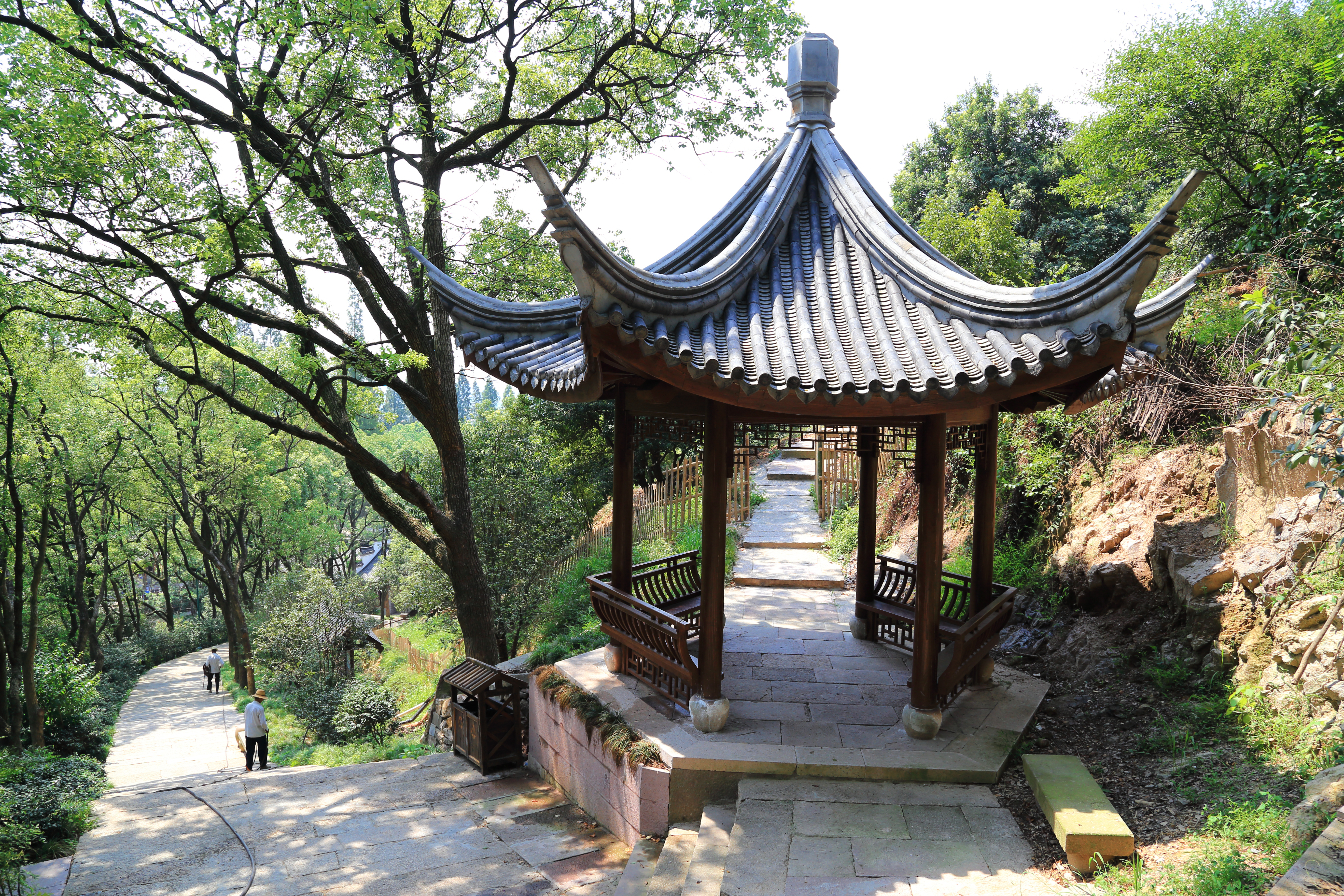
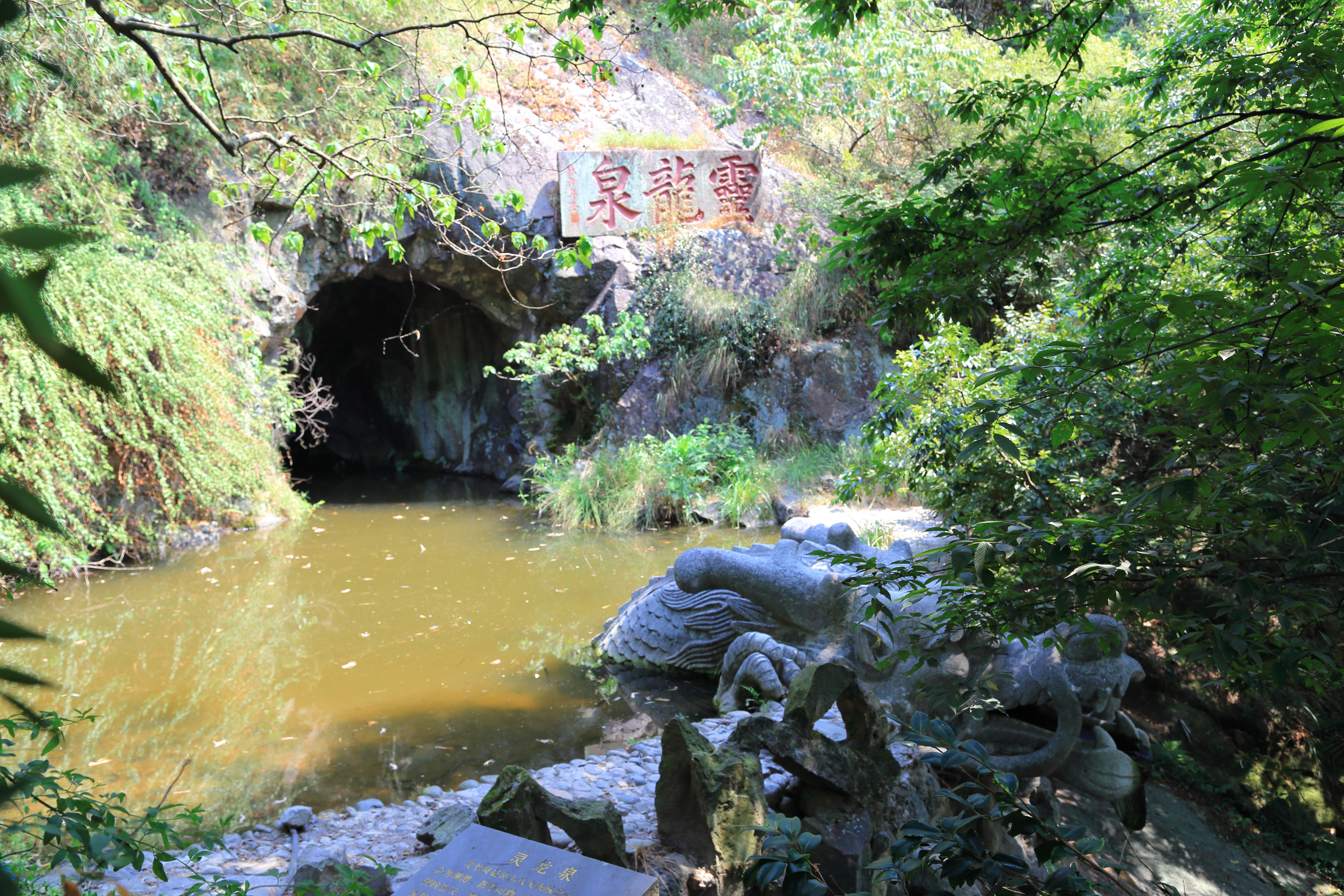
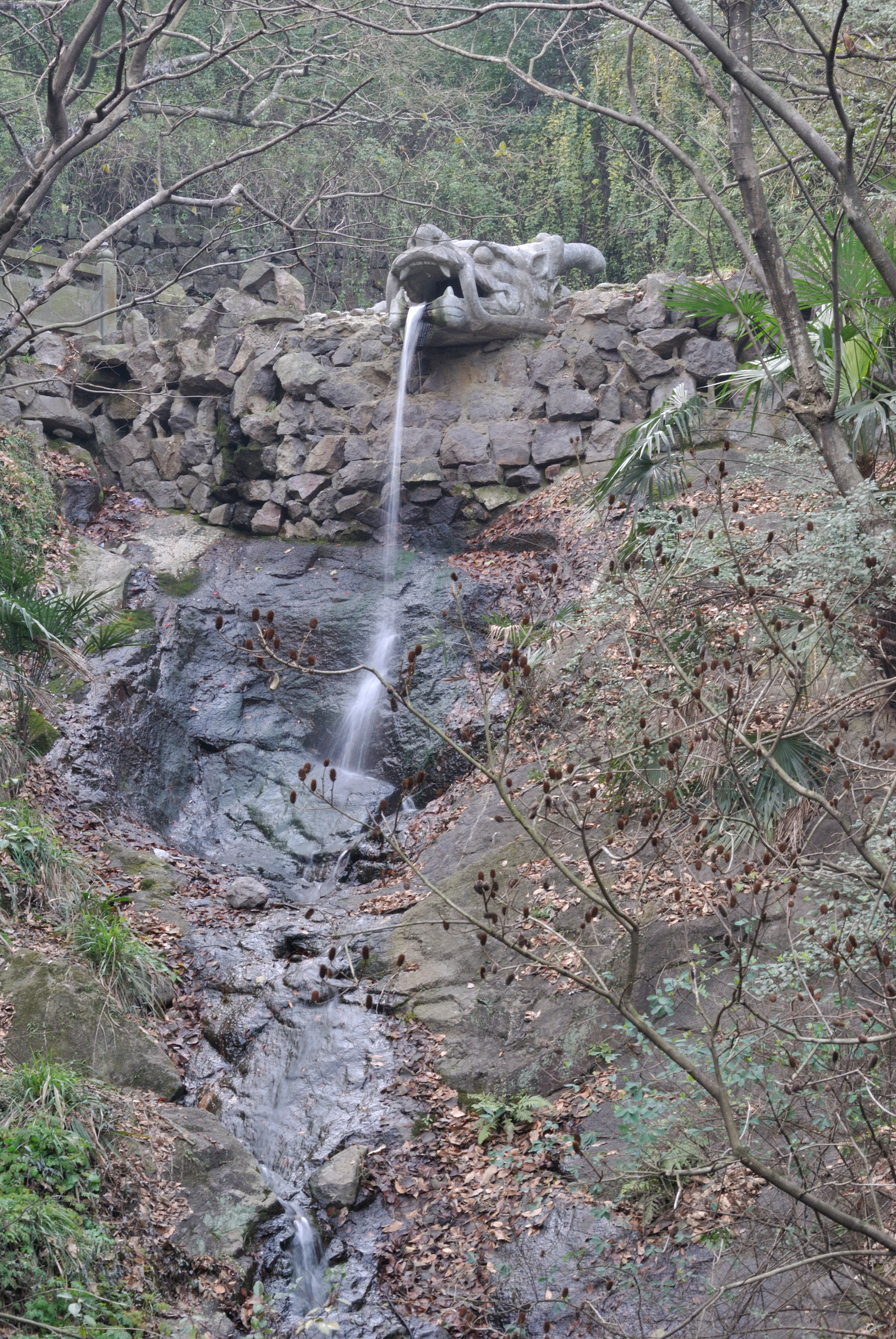